# Mosty w Braniewie

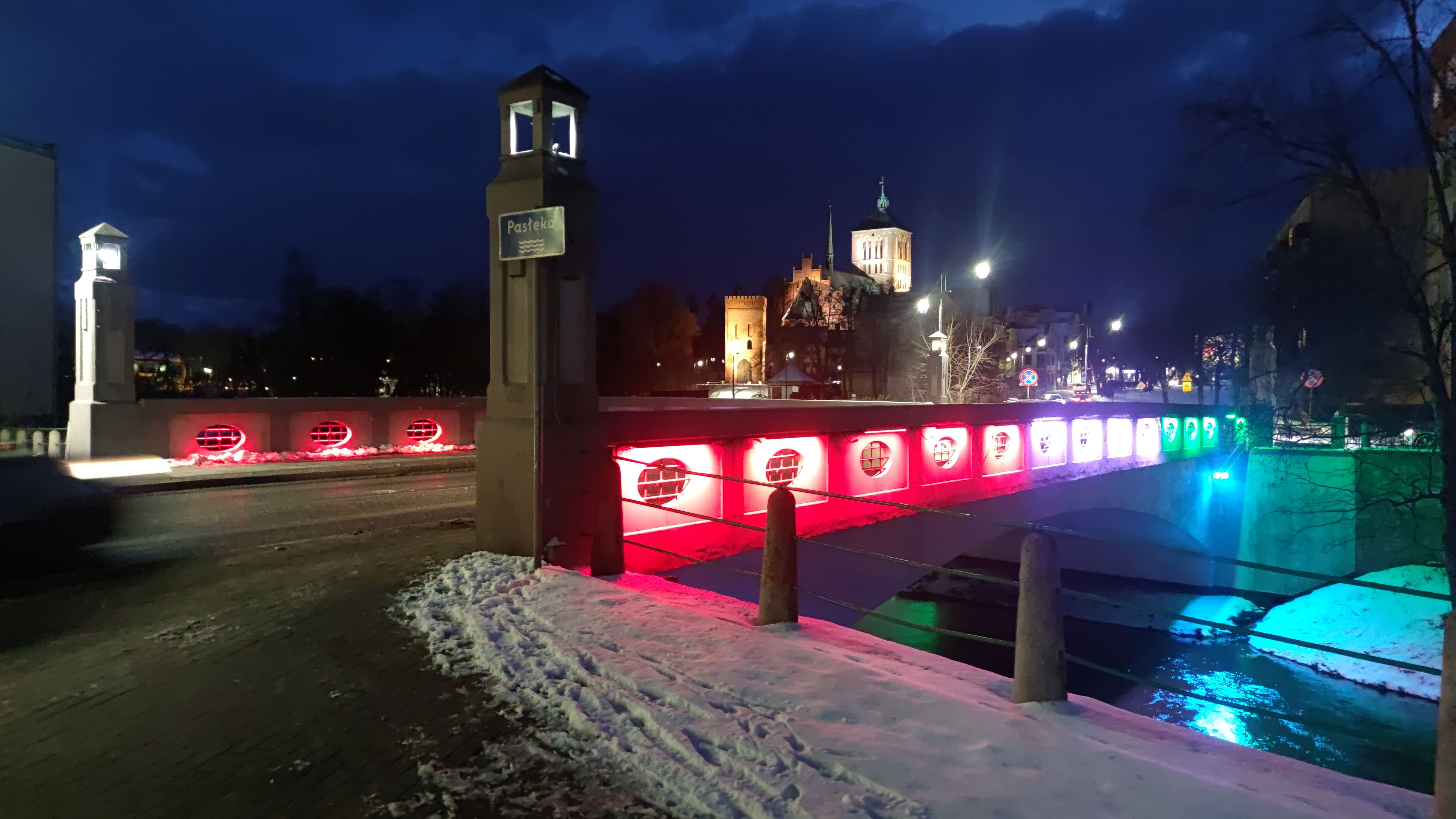
Główny most w Braniewie, w ciągu drogi krajowej nr 54, widok nocą

Mosty w Braniewie – obiekty inżynieryjskie na terenie Braniewa obejmujące głównie przeprawy przez rzekę Pasłękę, łączące lewo- i prawobrzeżną część miasta.

## Tło historyczne
Historia przepraw przez Pasłękę w rejonie Braniewa jest dużo starsza niż historia samego miasta. Na tym miejscu już w czasach starożytnych znajdował się bród, przez który wiódł szlak handlowy (słynny bursztynowy szlak) pomiędzy krajami basenu Morza Śródziemnego a miastami na południowym wybrzeżu Morza Bałtyckiego. Przed podbojem tych ziem przez zakon krzyżacki istniała przy tym brodzie pruska osada Warmów o nazwie Brusebergue. Gdy około 1240 gród został podbity przez zakon, założył na tym miejscu własną osadę, która już wkrótce, w 1254, uzyskała prawa miejskie.
Bród stanowił jednakże znacznie mniej dogodną formę przemieszczania się i transportu towarów niż stałe połączenie mostowe. Przeprawy mostowe w Braniewie nabrały zwłaszcza dużego znaczenia po założeniu w 1341 roku przez biskupa Hermana z Pragi na prawym brzegu Pasłęki Nowego Miasta Braniewa i stanowiły ważne połączenie komunikacyjne obu sąsiadujących ze sobą organizmów miejskich. Po połączeniu w 1772 obu miast mosty stały się jeszcze bardziej nieodzowne do sprawnego funkcjonowania rozrastającej się aglomeracji miejskiej.

## Most młyński
Jest to główny most przez rzekę Pasłękę w Braniewie, znajduje się w ciągu drogi krajowej nr 54, przed 1945 w ciągu Reichsstraße 1. Określany w przeszłości jako most młyński, po 1915 jako kamienny, współcześnie – tak jak wszystkie pozostałe mosty w Braniewie – pozostaje bezimienny.
W średniowieczu był to most częściowo zwodzony, wykonany był z drewna i połączony z wjazdową bramą do miasta. Nazwany był – analogicznie jak Brama Młyńska – mostem młyńskim, od położonego w pobliżu Wielkiego Młyna Miejskiego. Most był wielokrotnie palony i odbudowywany, m.in. dwukrotnie przez wojska francuskie w 1807 i w 1813. W 1816 ponownie odbudowany jako most drewniany. Most charakteryzował się, podobnie jak drugi most, kotlarski, podporami z wydłużonymi izbicami (lodołamami) od strony napływającej kry lodowej.
Wzrastający ruch coraz cięższych pojazdów spowodował, iż drewnianą konstrukcję trzeba było zastąpić solidniejszą przeprawą. W okresie od 5 maja 1914 do 2 listopada 1915 na resztkach fundamentów rozebranej Bramy Młyńskiej został zbudowany pierwszy most betonowy w mieście. Odróżniał go od poprzednich mostów brak podpór w rzece, była to konstrukcja oparta na jednym łuku, budowę mostu prowadziła firma Windschild & Langelott z Królewca. Dodatkowo most został ozdobiony czterema charakterystycznymi wieżyczkami w narożnikach. Dla udrożnienia ciągu komunikacyjnego po obu stronach rzeki rozebrano dodatkowo kilka budynków mieszkalnych. Most ten przetrwał do 19 marca 1945 roku, kiedy został wysadzony przez wycofujące się w kierunku północnym wojska niemieckie. Dopiero po trzech latach, w 1948, został odbudowany przez już polskich osadników. Przez ten czas obie części miasta spajały 2 tymczasowe drewniane mosty przerzucone przez rzekę – jeden w miejscu zniszczonego mostu kotlarskiego, drugi w rejonie ulicy PCK. Aby umożliwić przeprawę cięższych pojazdów, konieczne stało się zamontowanie stalowej konstrukcji i 11 grudnia 1947 drewniany most na przyczółkach mostu kotlarskiego zastąpił wojskowy most kratownicowy typu Baileya. Był on jednak na tyle wąski, że ruch odbywał się na nim jednokierunkowo. Był jednak własnością zdobywców, tj. Armii Czerwonej, która w 1945 postawiła tę tymczasową konstrukcję typu Baileya, aby z jednej strony zapewnić manewrowość swoich wojsk, a z drugiej strony, aby móc sprawnie wywozić transporty z łupami wojennymi, gdyż przez Braniewo wiodła z Zachodu najkrótsza droga do ZSRR (tj. do obwodu królewieckiego).
Most betonowy odbudowano, po wcześniejszym rozminowaniu gruzów, w roku 1948 pod kierunkiem inż. Stanisława Rojka, kierownika Powiatowego Zarządu Dróg w Braniewie. Odbudowany most wyglądem był zbliżony do mostu przedwojennego, zachowano również ocalałe charakterystyczne 4 wieżyczki na narożnikach. Przez siedemdziesiąt lat, aż do dnia 15 czerwca 2018, był to jedyny stały most drogowy spajający obie części miasta.
Most ten w niezmienionej konstrukcji przetrwał do roku 2012, kiedy to w okresie od 18 czerwca do początku grudnia 2012 roku był zamknięty, został całkowicie rozebrany i postawiony niemal od nowa, ale również w podobnym wyglądzie co poprzednie konstrukcje betonowe, a stylistyką barier jeszcze bardziej upodobnił się do mostu przedwojennego. Nośność nowego mostu wzrosła z 32 ton przed remontem (co stanowiło poważne utrudnienie w ruchu pojazdów ciężarowych) do 42 ton. Termin zakończenia prac był zaplanowany na 15 grudnia 2012, ale nowy obiekt udostępniono kierowcom prawie trzy tygodnie przed terminem. Koszt remontu wyniósł 6,5 mln zł, jego wykonawcą była firma Most sp. z o.o. z Sopotu. Następnie most uzyskał podświetlenie w kolorach flagi miasta Braniewa. Nowe podświetlenie mostu wykorzystuje nowoczesne rozwiązania w technologii LED, umożliwiające zaprogramowanie dowolnej iluminacji statycznej lub animowanej.

Most w ciągu drogi krajowej nr 54
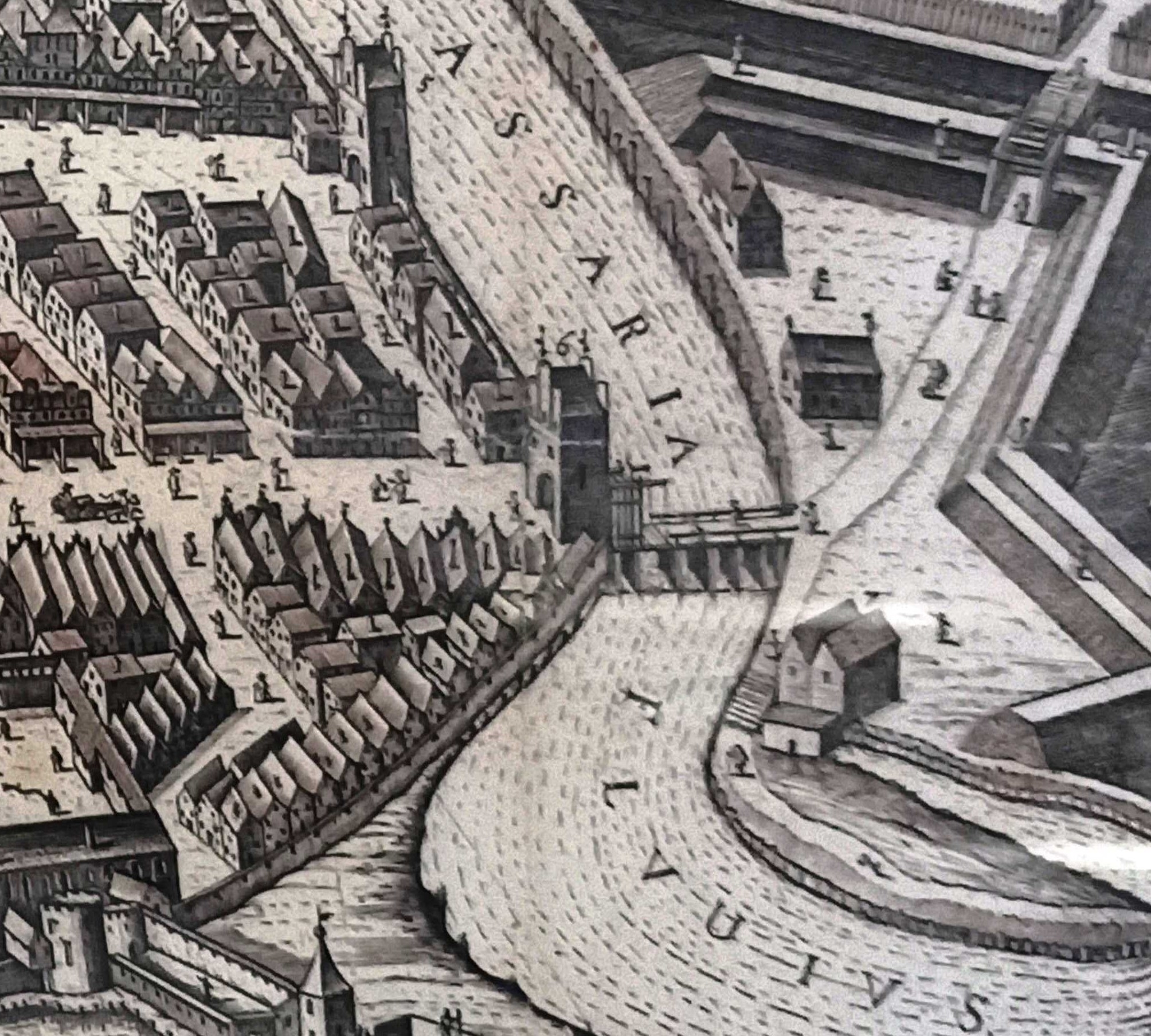
Most w 1635
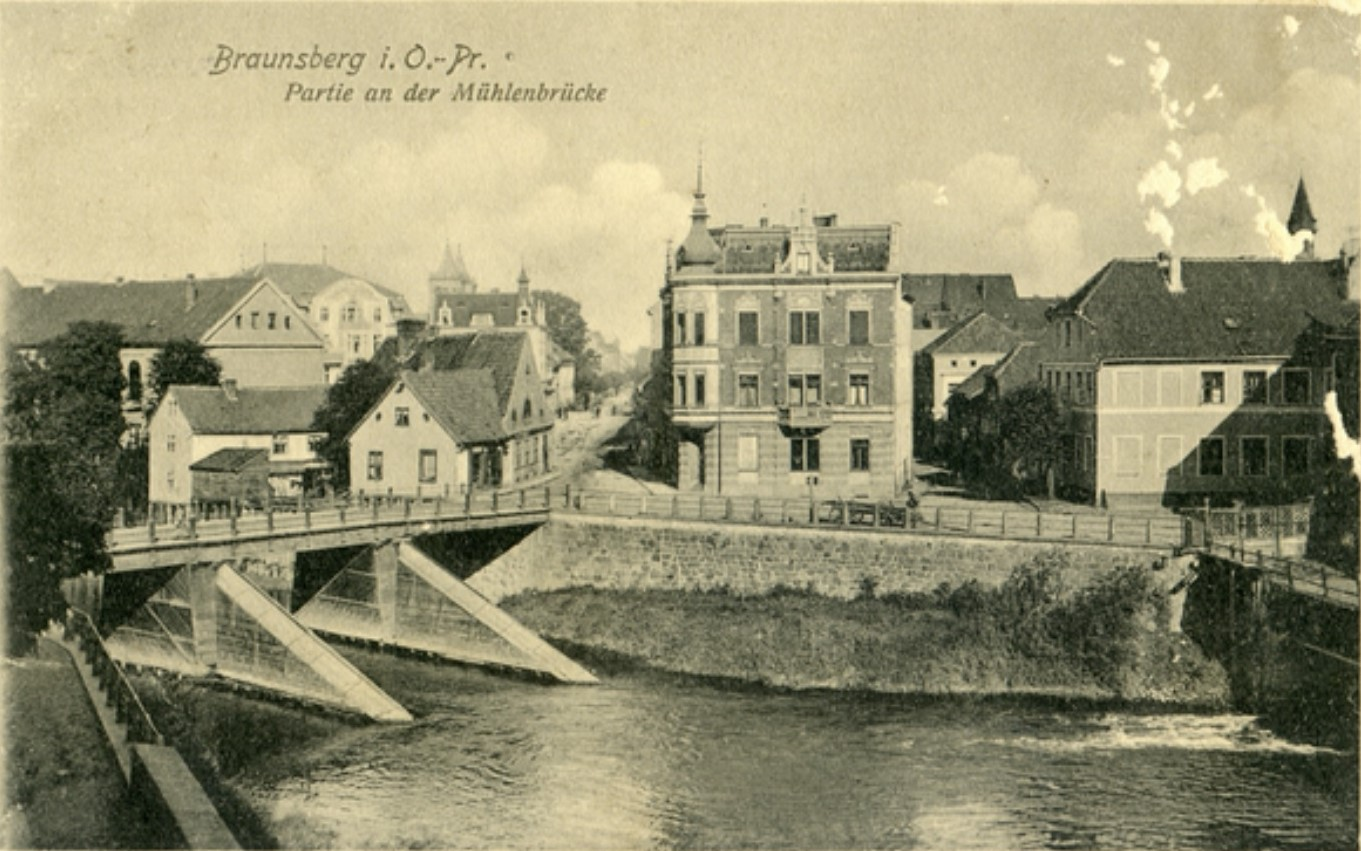
Most drewniany (do 1914)
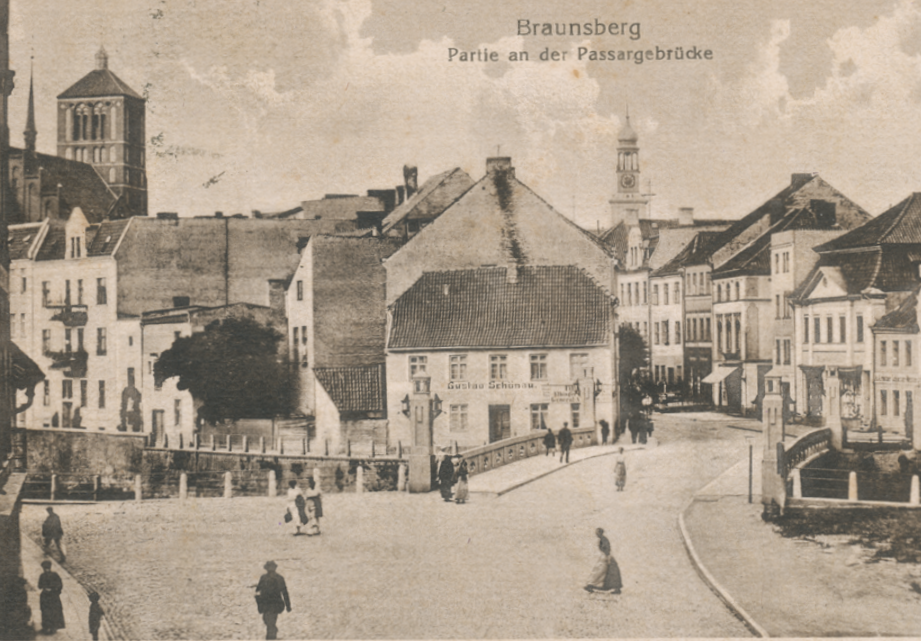
Nowy most betonowy z 1915
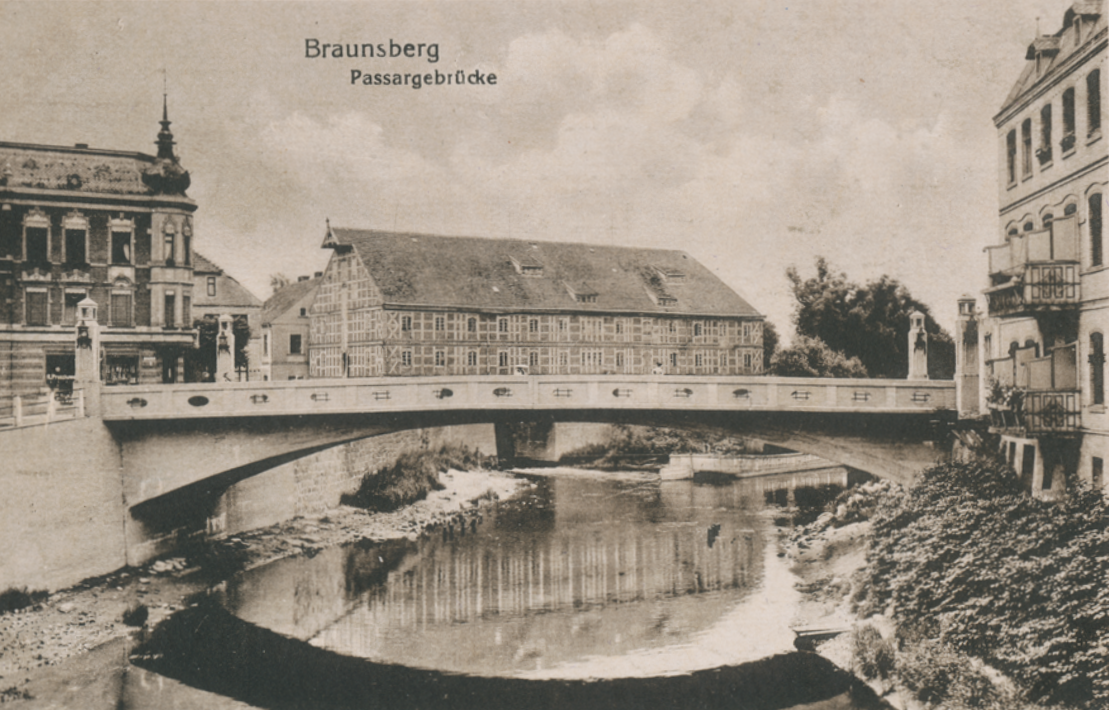
Widok na młyn
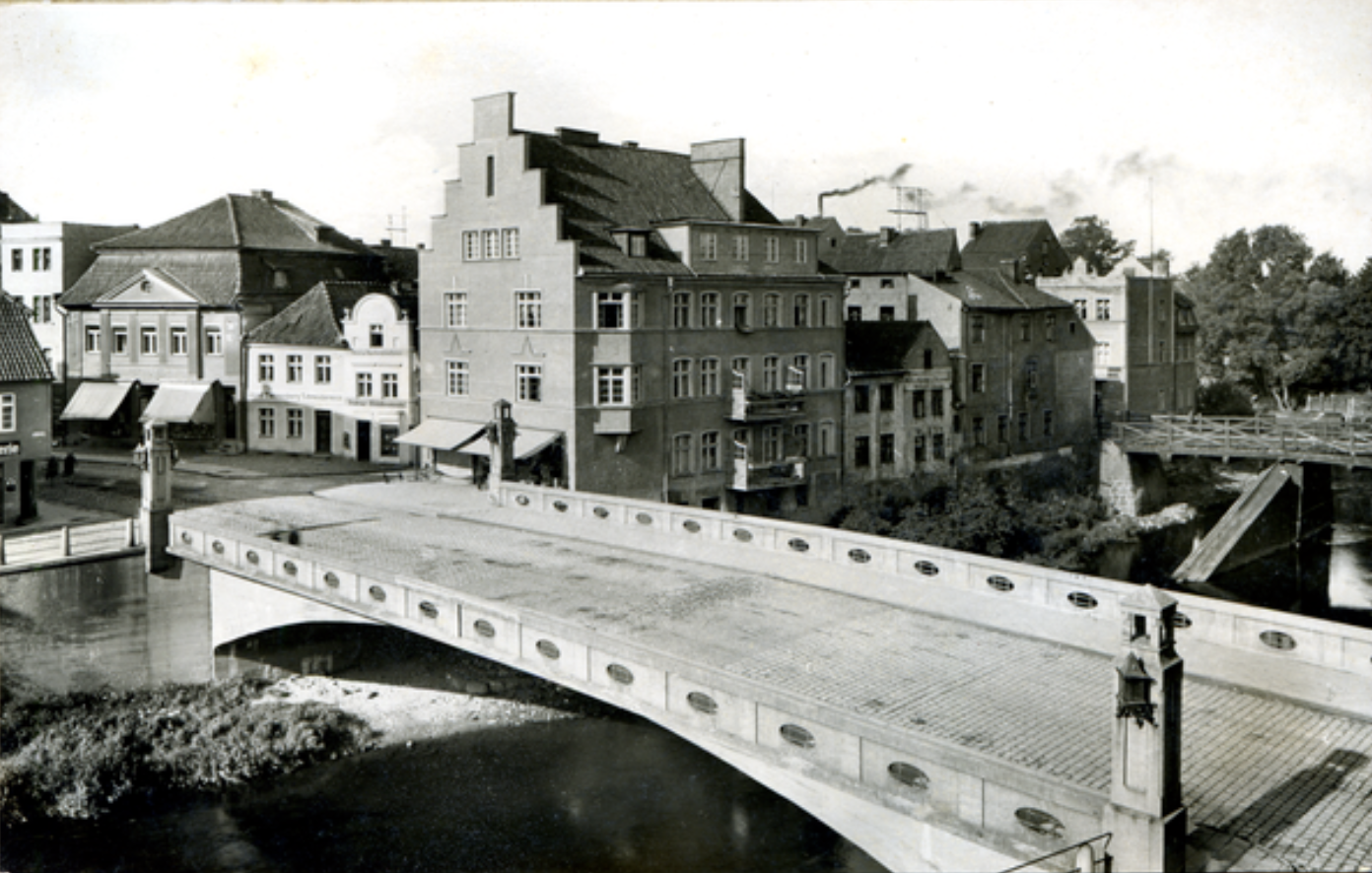
Most ok. 1920–1940
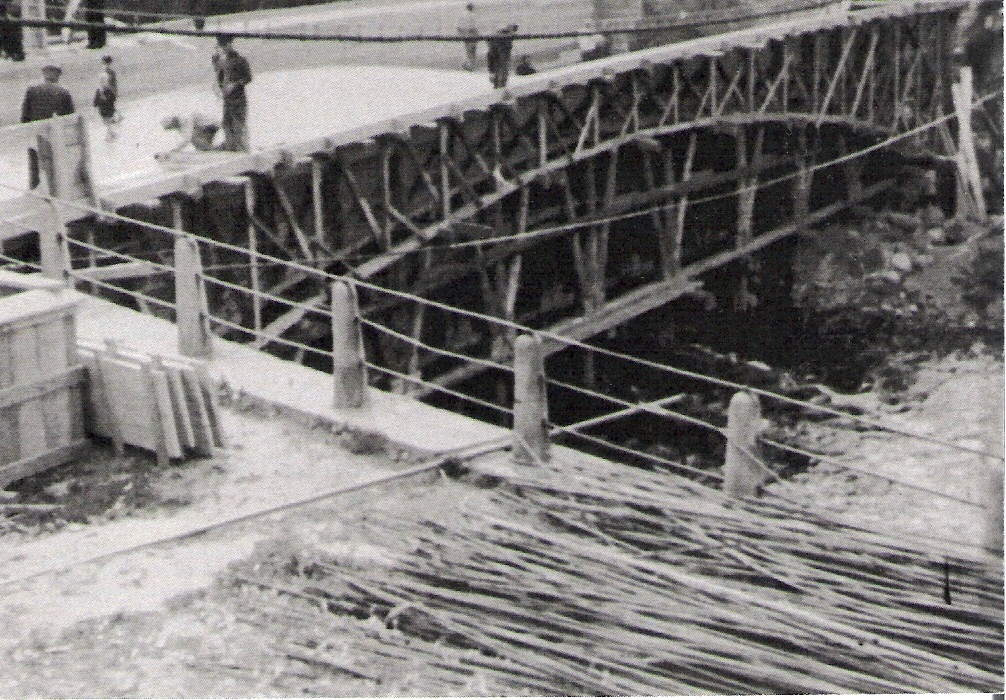
Rok 1948, odbudowa mostu
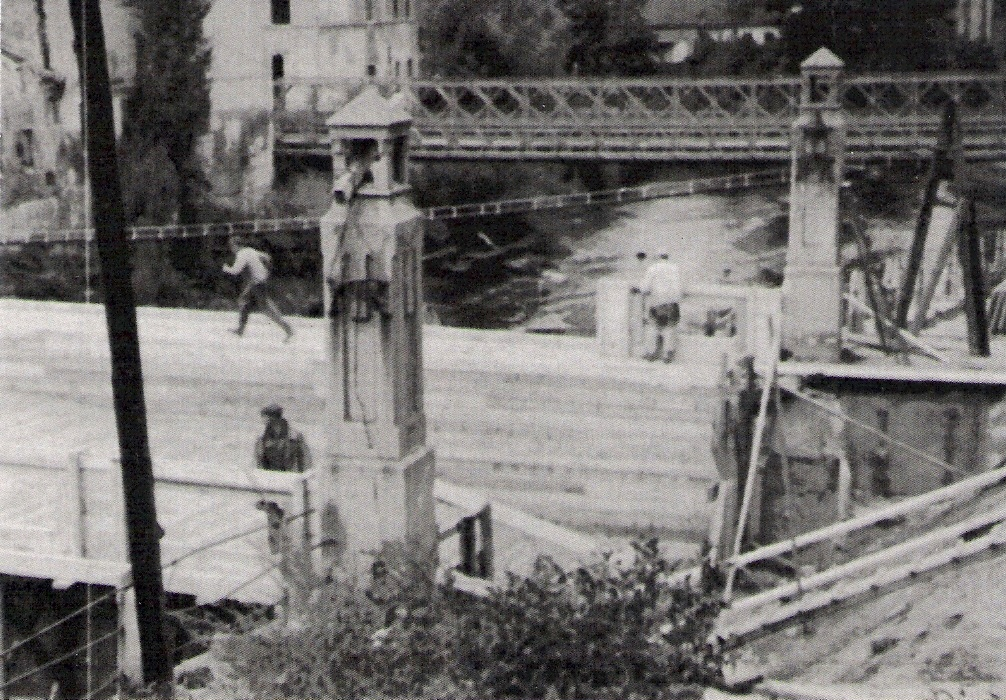
Rok 1948, odbudowa mostu
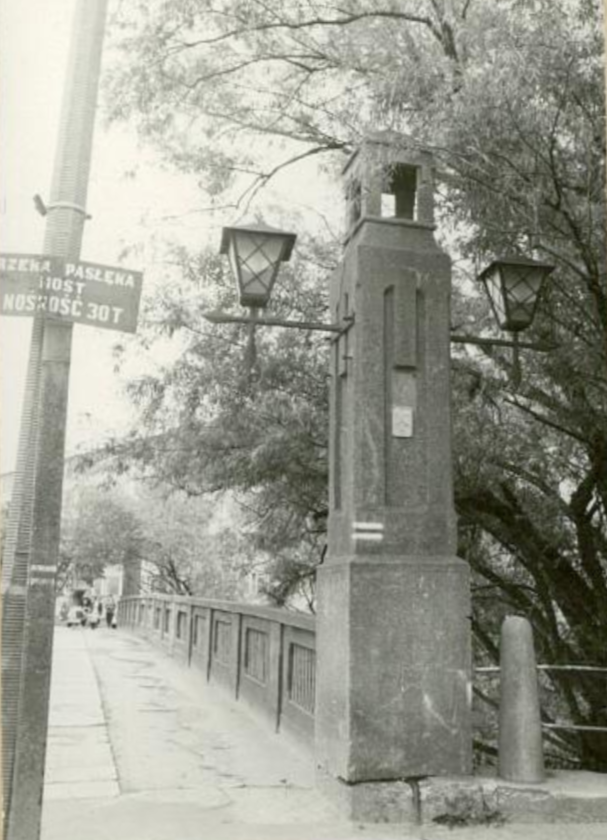
Barierki, 1981
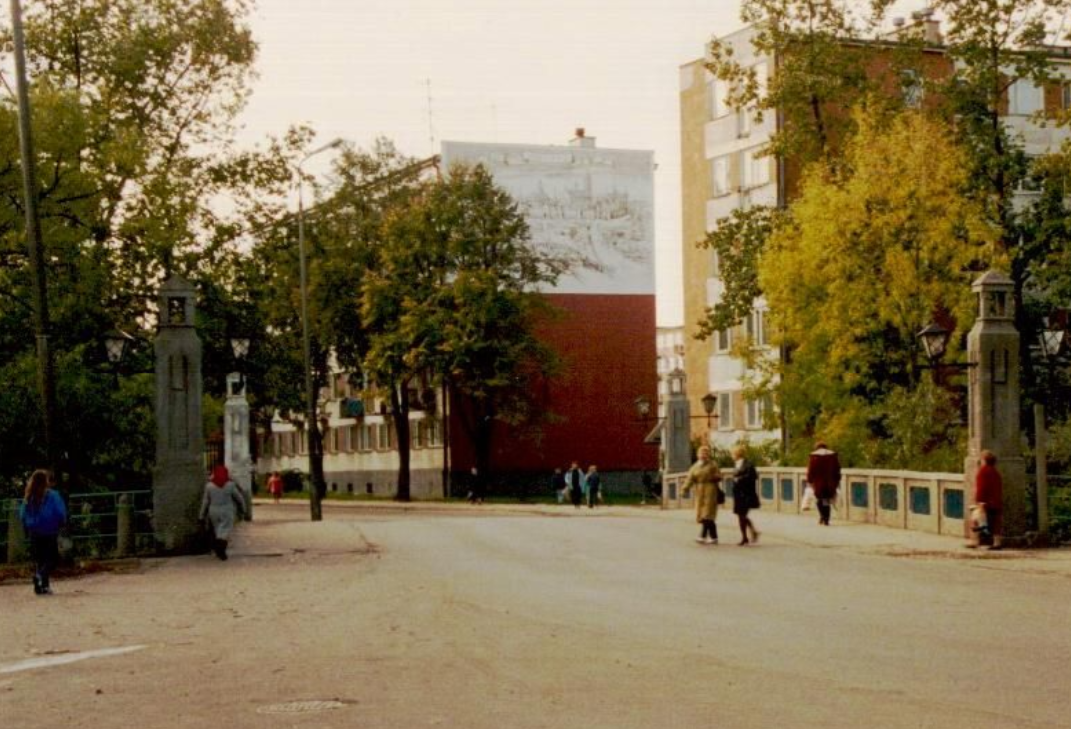
Rok 1992
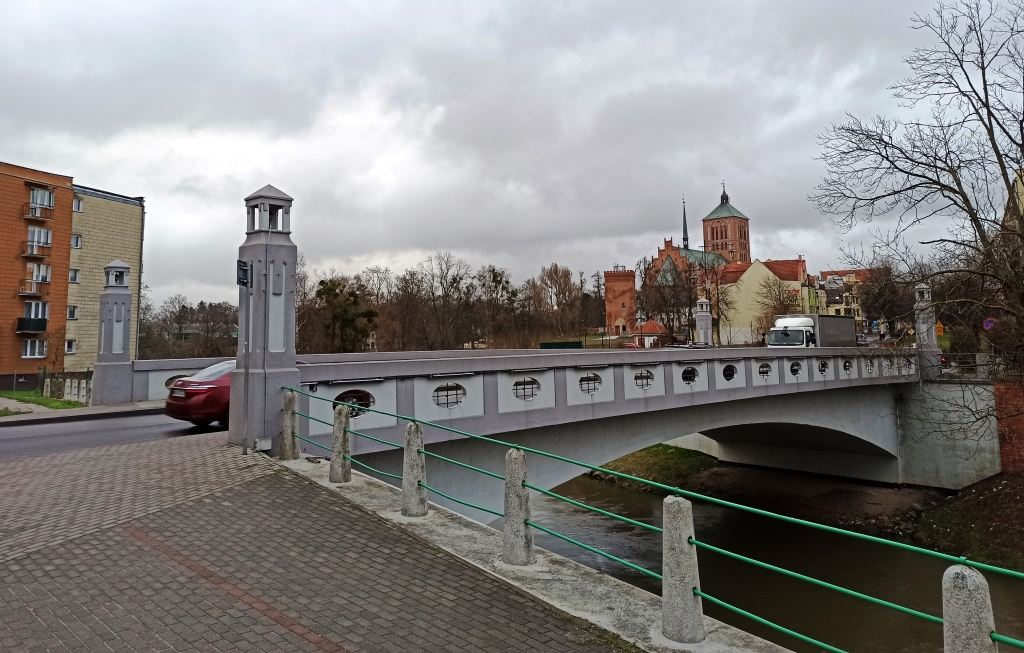
Most współcześnie (2019)

## Most kotlarski
Był to drugi średniowieczny most w Braniewie, łączył ul. Pocztową (Poststraße) z rynkiem Przedmiejskim (Vorstädtischer Markt). Rozebrany w 1945, współcześnie nieistniejący.
Przez wieki była to druga, alternatywna dla mostu młyńskiego, arteria komunikacyjna w mieście. Określany był w historii jako most kotlarski (Kesselbrücke), most rzeźnicki (Küttelbrücke), a w XX wieku jako most drewniany (Holzbrücke) – w opozycji od nowo zbudowanego w 1915 mostu betonowego. Znajdował się przy bramie miejskiej o takiej samej nazwie (Kesseltor, Kütteltor). Ten most, podobnie jak most młyński, nabrał większego znaczenia wraz z założeniem na prawym brzegu Pasłęki w 1341 roku Nowego Miasta. Był również w historii wielokrotnie palony i odbudowywany. Sama Brama Kotlarska została rozebrana latem 1843. Podczas tej rozbiórki doprowadzono do przeciążenia i uszkodzenia mostu kotlarskiego, na którym był składowany materiał rozbiórkowy.
Most kotlarski pozostawał w tym samym miejscu do końca II wojny światowej. Po wojnie istniała pilna potrzeba odbudowania połączenia między prawą i lewą stroną Braniewa. Na ocalałych przyczółkach tego mostu odbudowano pierwsze powojenne połączenie – również drewniany, gdyż prostszy technologicznie i szybszy w budowie, most. Nie przetrwał jednak długo. Wiosną 1947 stoczyć trzeba było walkę z żywiołem wody o jego utrzymanie. Choć most uratowano, postanowiono nie ryzykować i stworzyć konstrukcję z trwalszych elementów. Z pomocą przyszło wojsko dostarczając 40-metrowy most kratownicowy typu Baileya. Został on zamontowany w ciągu kilku tygodni, w okresie listopad-grudzień 1947. Oddano go do użytku 11 grudnia 1947. Wadą tego mostu było to, że ruch mógł się na nim odbywać jednokierunkowo, więc nie stanowiło to ostatecznego rozwiązania problemu komunikacyjnego miasta. Po jego demontażu przez wojska radzieckie w tym miejscu do lat 60. znajdowała się piesza drewniana kładka. Współcześnie zamontowana jest w pobliżu tego historycznego mostu jedynie stalowa konstrukcja, stanowiąca nośnik dla rur ciepłowniczych (na zdjęciu).

Most kotlarski
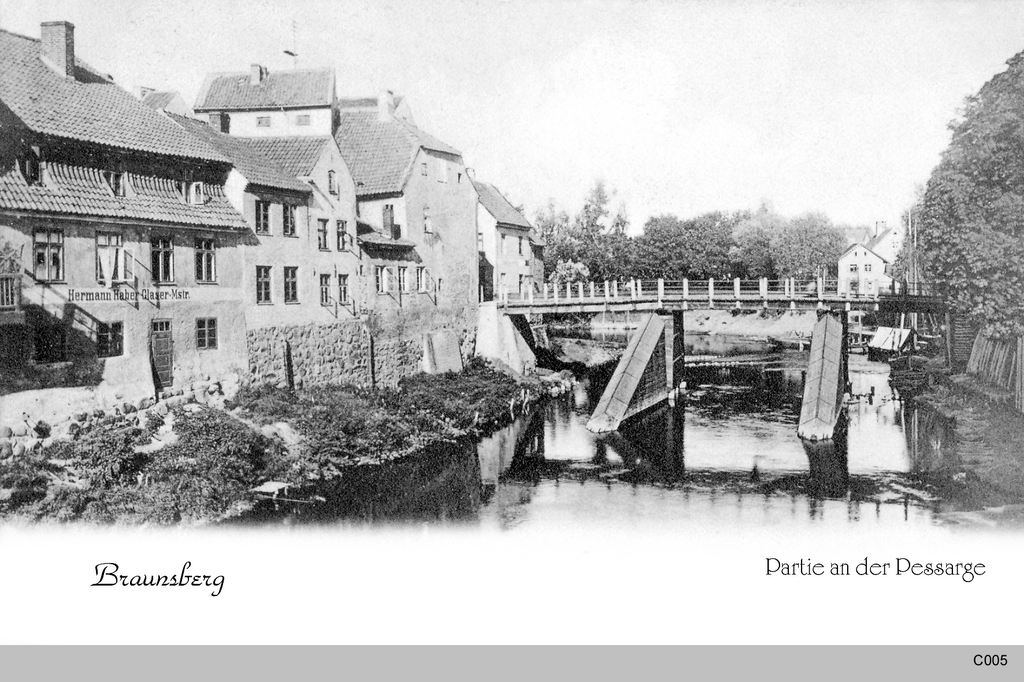
Most na początku wieku
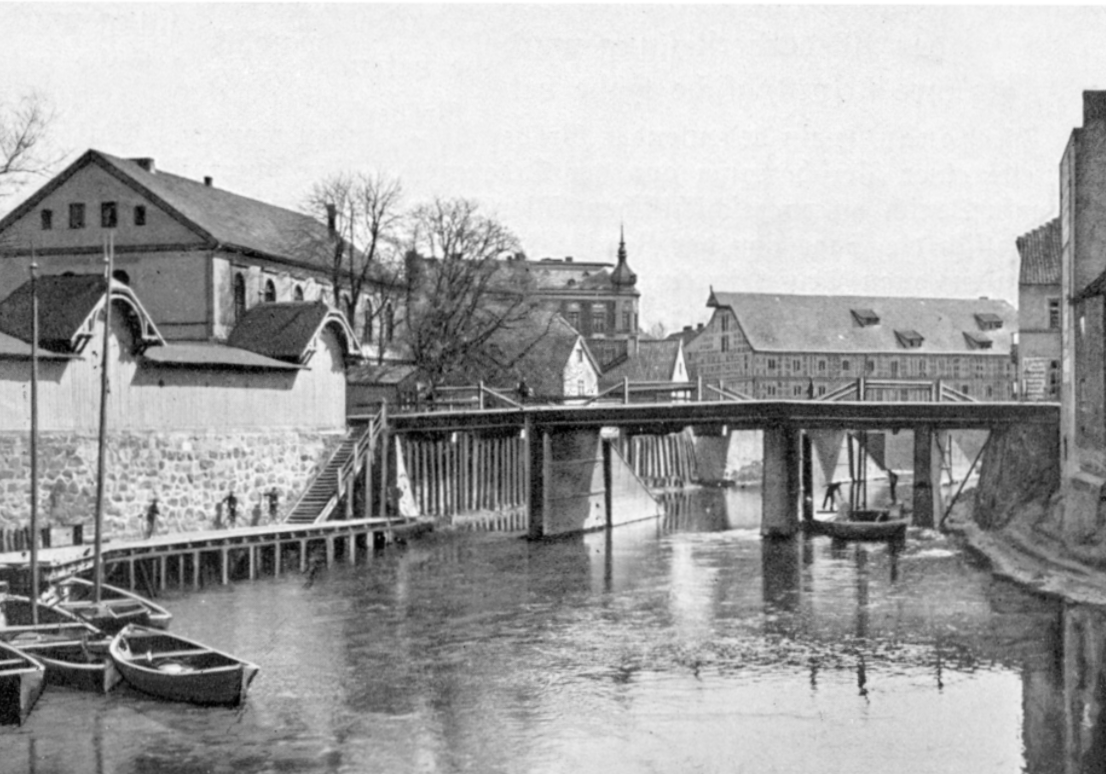
Most przed 1914
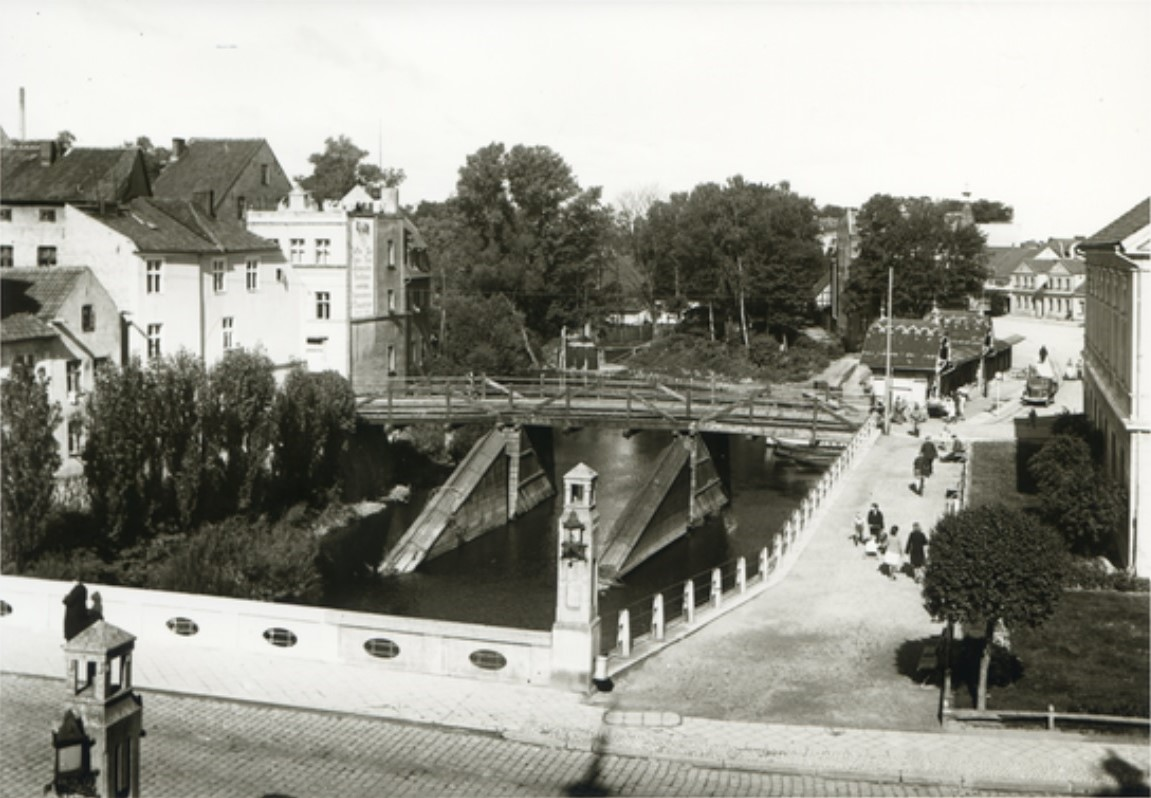
W latach 30.
- W latach 30.
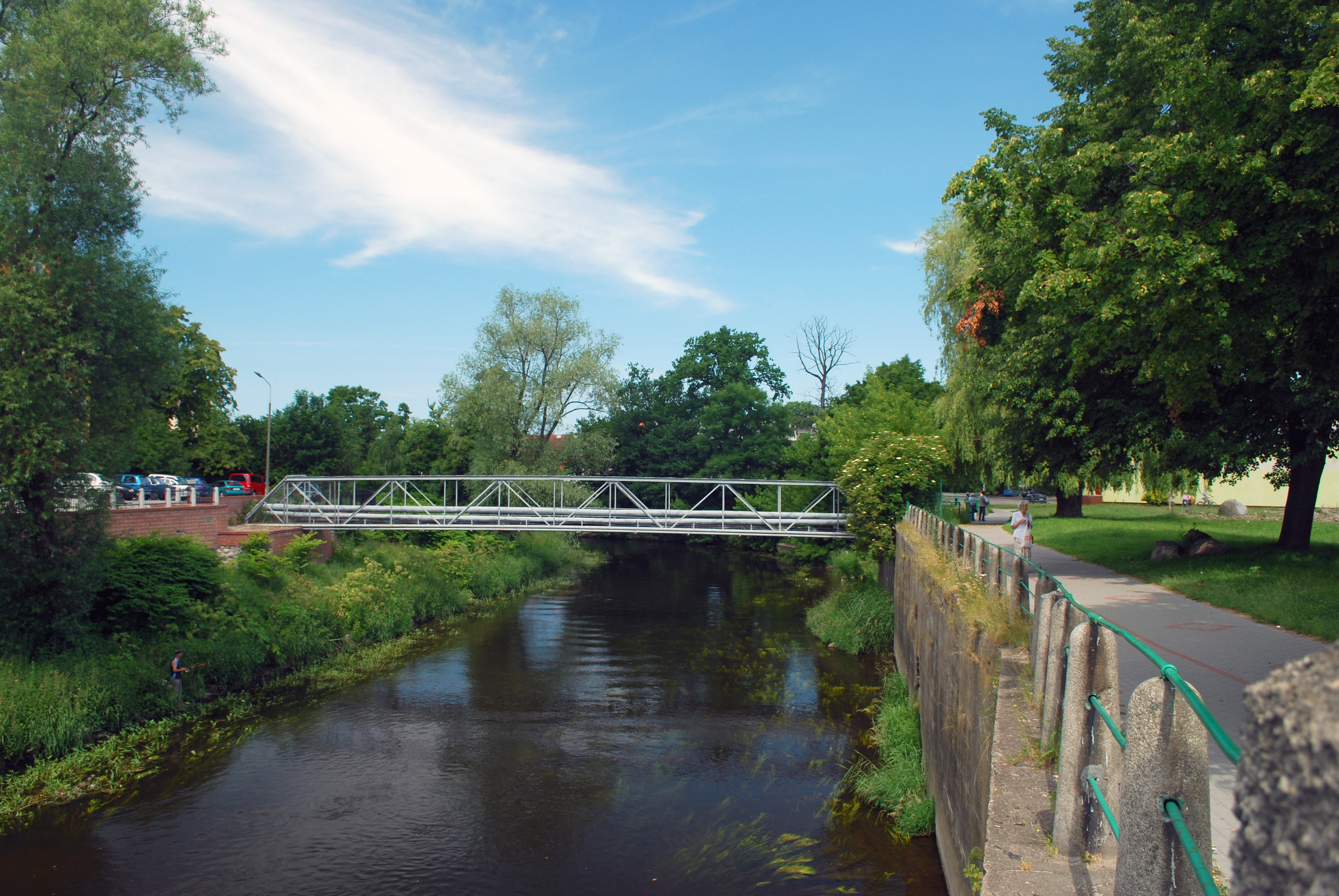
Miejsce współcześnie

## Most kolejowy (1899)
Most kolejowy na rzece Pasłęce znajduje się na południowo-wschodnim skraju granic administracyjnych Braniewa, w pobliżu miejscowości Rudłowo, lecz jeszcze w obrębie miasta. Został oddany do użytku w 1899 roku wraz z uruchomieniem Kolei Nadzalewowej – linii kolejowej nr 254, łączącej Braniewo z Elblągiem. Jego długość wynosi około 60 metrów i był on najdłuższym mostem tejże linii kolejowej – dłuższy most w Elblągu powstał dopiero w 1978, wraz z przedłużeniem całej trasy do stacji Elbląg. Ruch pasażerski przez ten most na całej ukończonej już trasie został otwarty 20 maja 1899, a ruch towarowy 7 września 1899 roku (oficjalne otwarcie linii kolejowej miało miejsce cztery dni później, 11 września, na dworcu w Braniewie).
W wyniku prowadzonych tu działań wojennych w 1945 roku most został zniszczony. Naprawiony w 1949 i wówczas został przywrócony na tej linii kolejowej ruch pociągów. Wraz z zawieszeniem, a potem zamknięciem na początku XXI w. Kolei Nadzalewowej i ruchu pociągów na tej trasie, jego rola znacznie zmalała, aczkolwiek pozostaje nadal w użyciu, gdyż linia kolejowa do przystanku Braniewo Brama pozostała czynna.

Most kolejowy nad Pasłęką
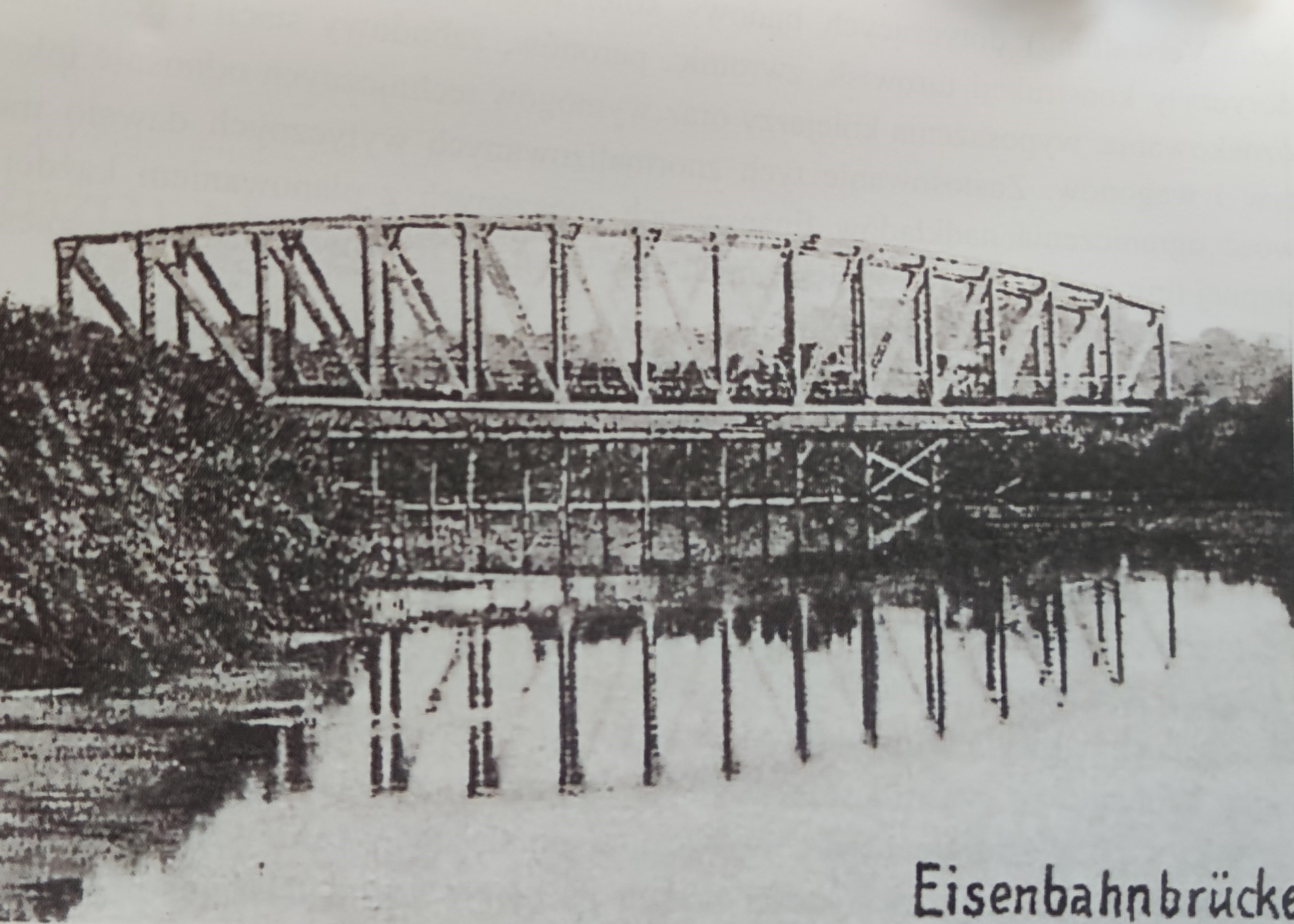
Most w roku 1899
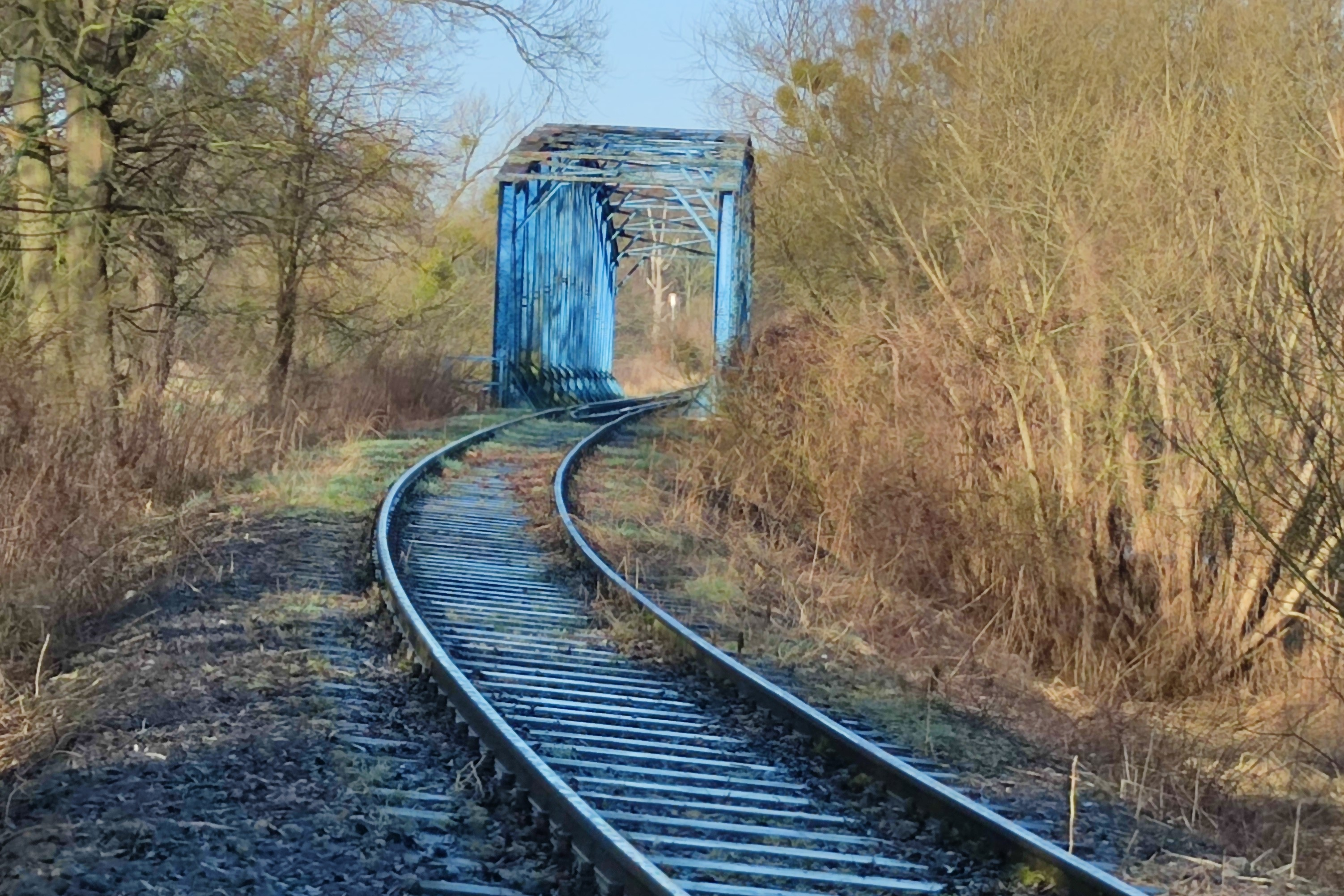
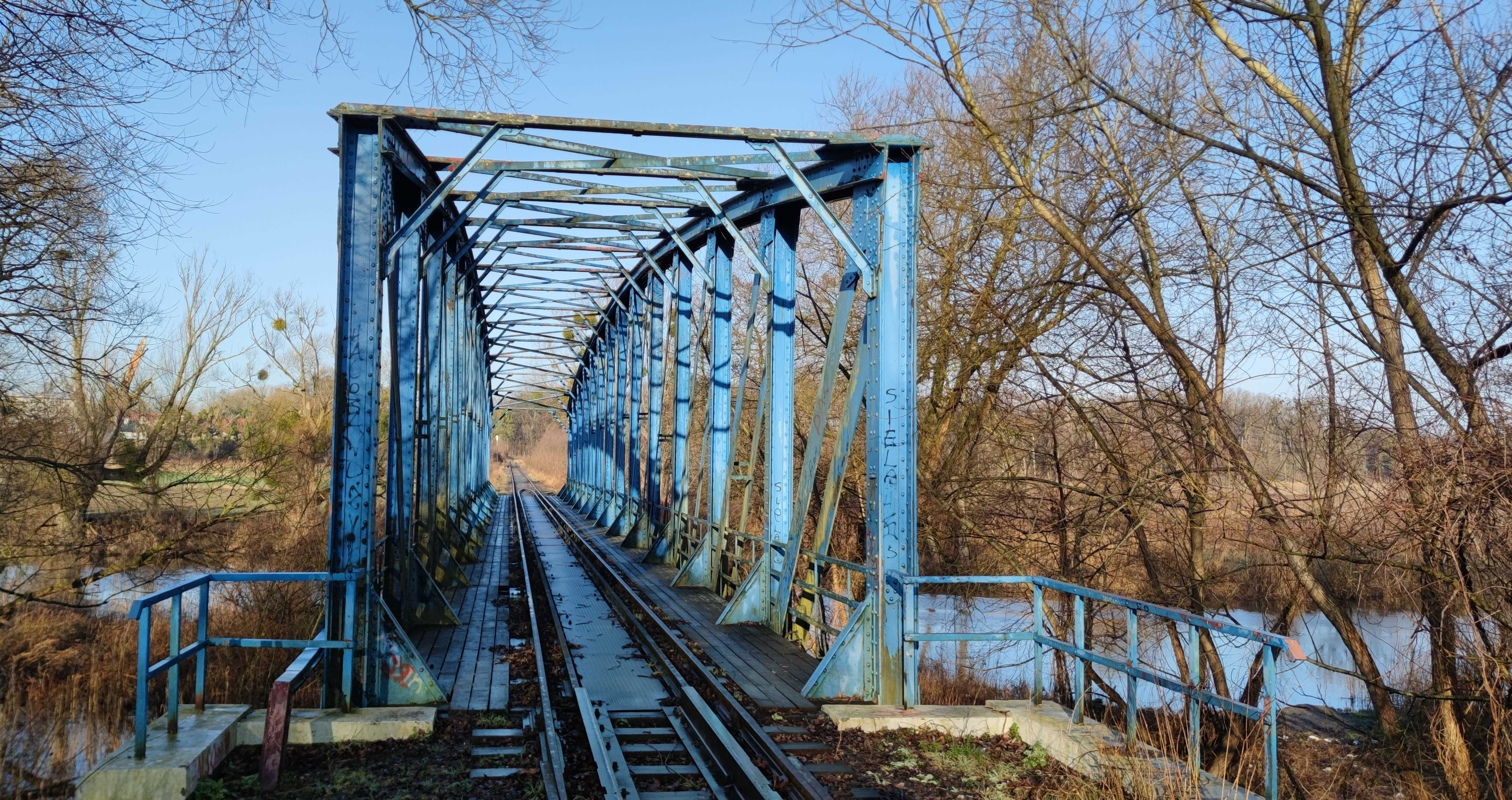
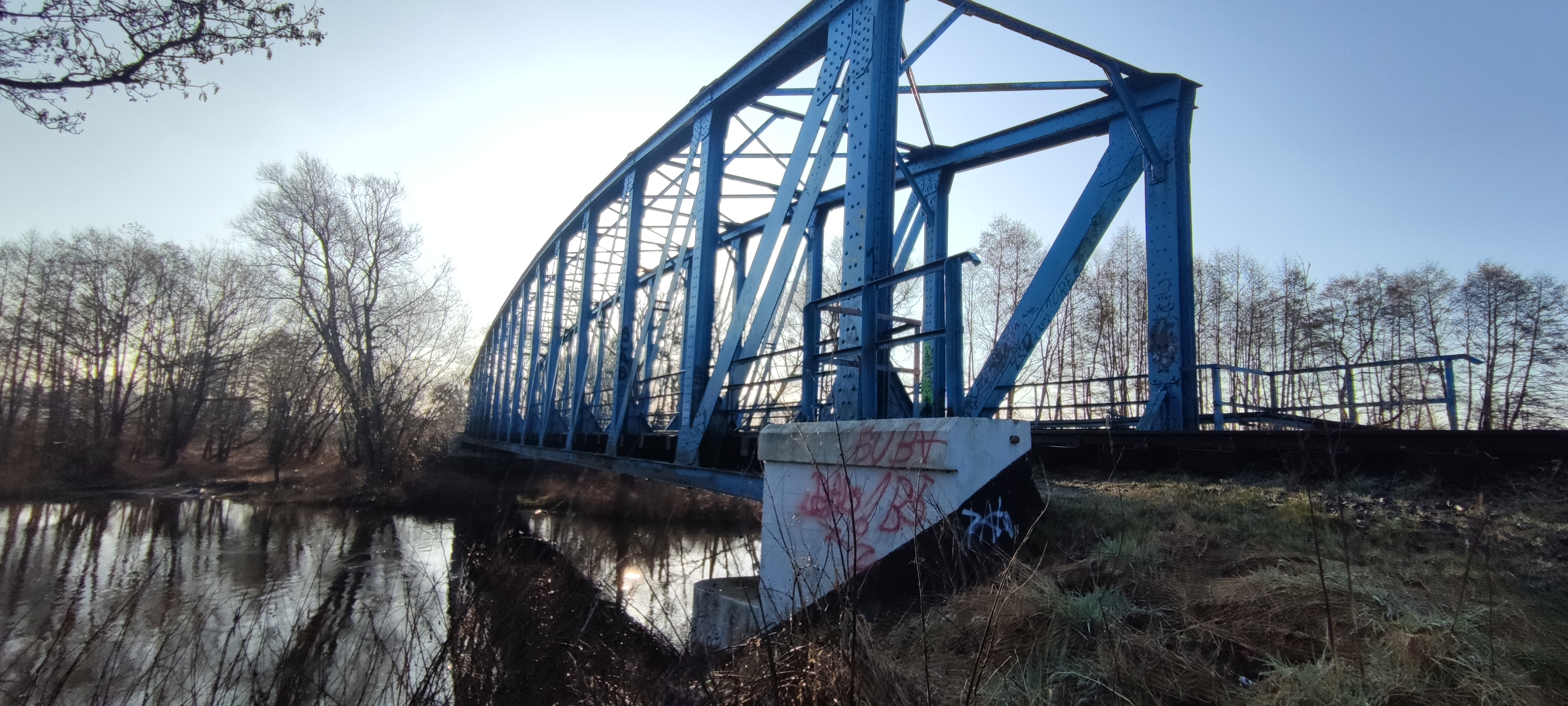
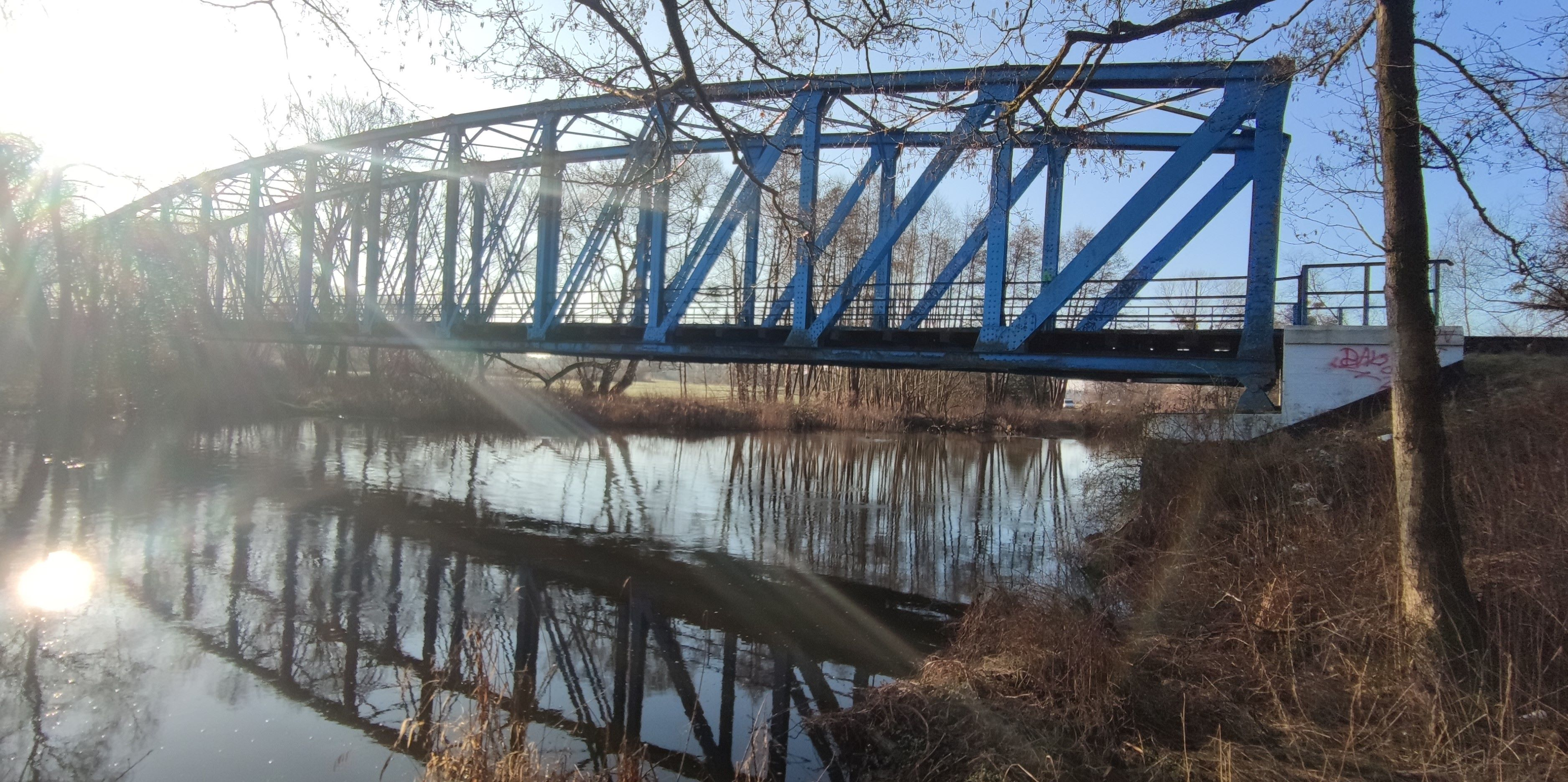
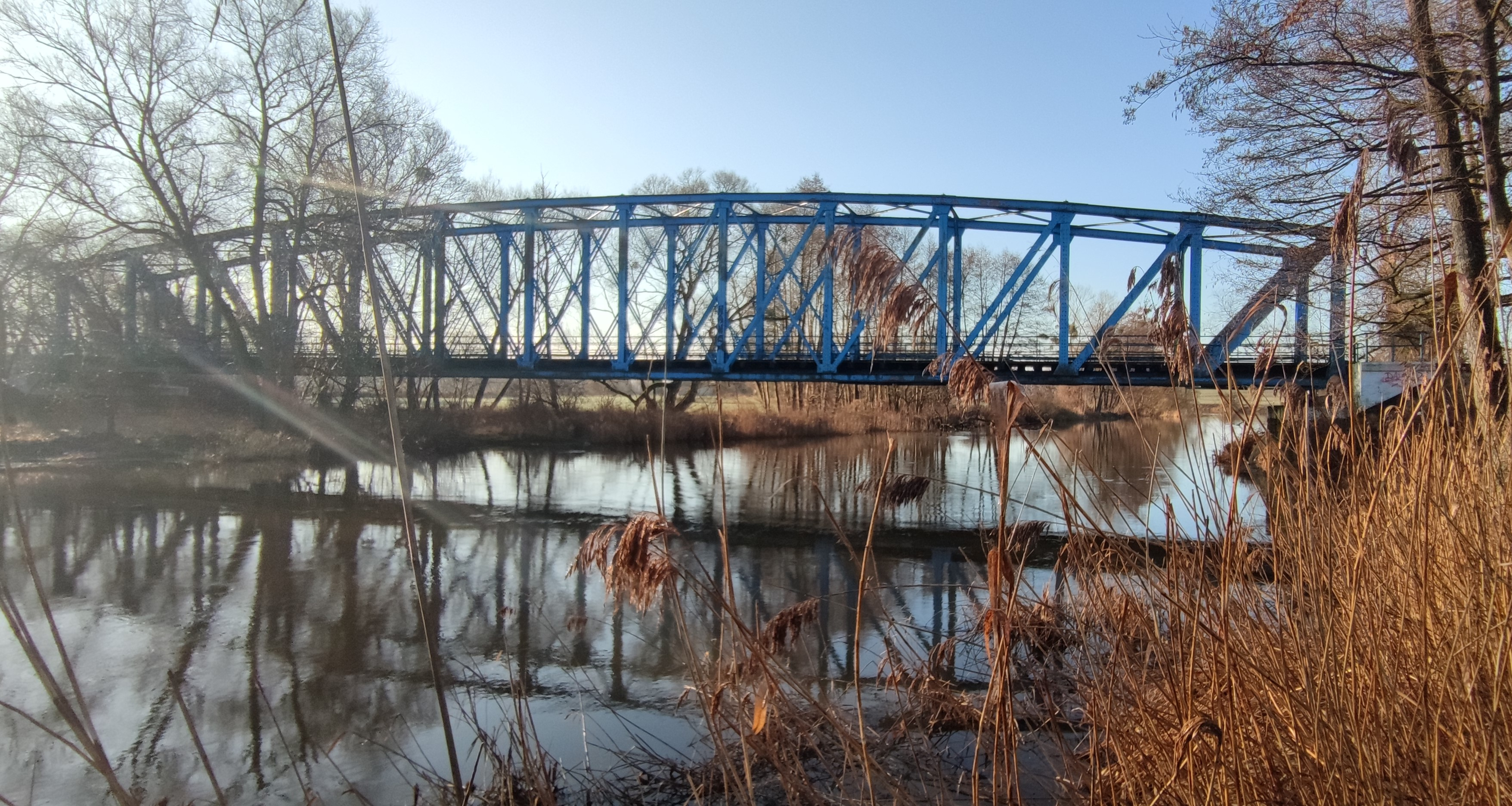
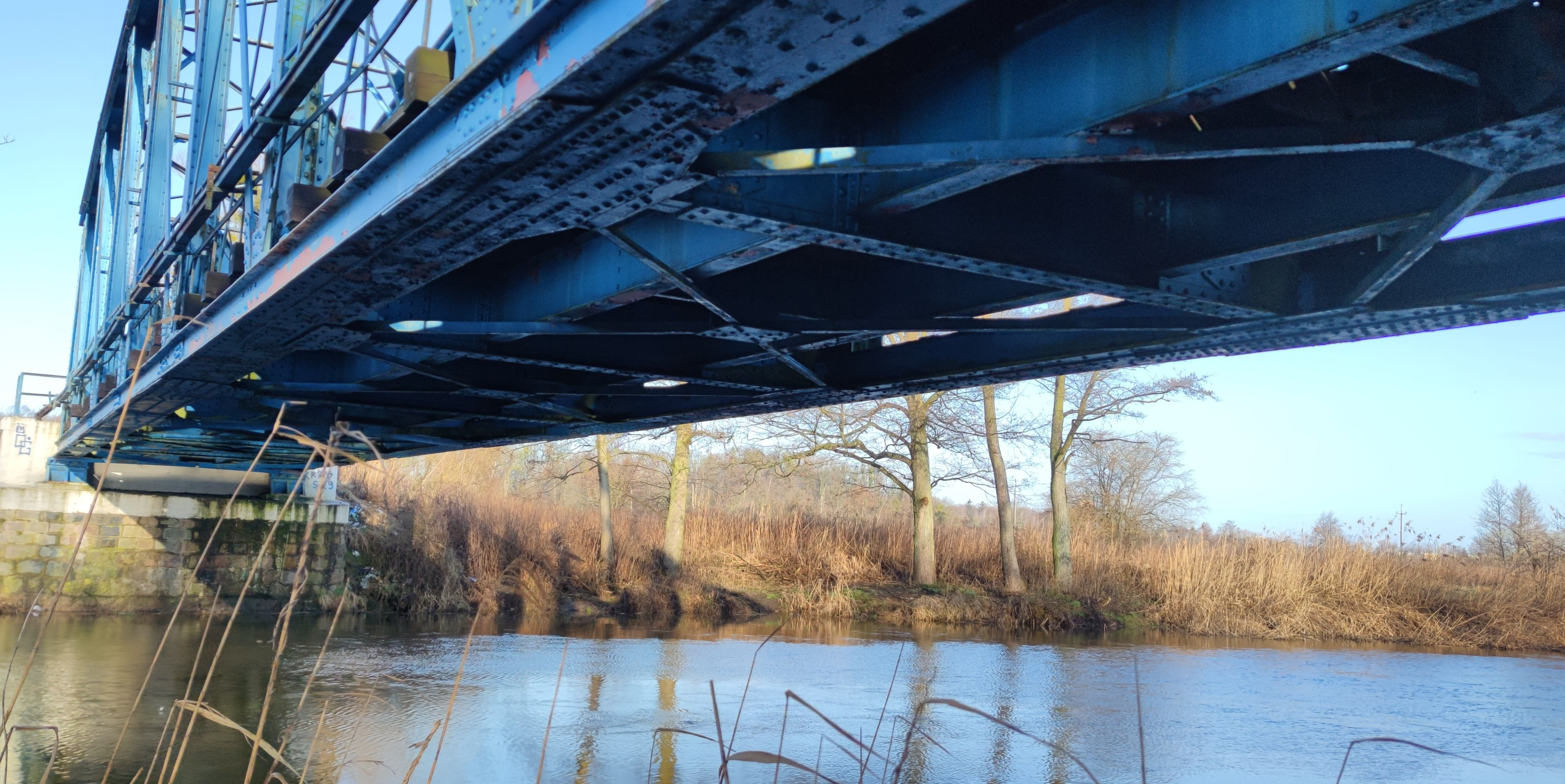

## Most w ciągu ulicy PCK (2018)
Mimo rosnącej przewagi roli transportu i ruchu drogowego nad kolejowym mieszkańcy Braniewa długo czekali na drugi pełnowymiarowy most na rzece Pasłęce. Inicjatyw było wiele, lecz prawdziwym bodźcem okazało się postawienie w 2012 roku w ciągu ul. PCK – ul. Przemysłowa tymczasowej konstrukcji na czas remontu mostu betonowego. Kierowcy korzystali z tego tymczasowego mostu od 18 czerwca do początku grudnia 2012 roku. Negocjacje władz miasta z firmą o pozostawienie mostu na stałe nie doszły wówczas do skutku, ale pomysł nie został zarzucony.
Budowa stałego mostu o konstrukcji łukowej rozpoczęła się 17 października 2016 roku, dokładnie w tym samym miejscu co tymczasowej przeprawy sprzed czterech lat, spajając ulice Przemysłową i PCK. 2 marca 2017 zrealizowano, trwające 12 godzin, nasunięcie konstrukcji mostu przez rzekę. Most zbudowany został w oparciu o projekt stworzony w 2013 roku.
Most ten jest budowlą jednoprzęsłową, swobodnie podpartą na dźwigarach stalowych, łukowych. Przyczółki wykonane zostały jako konstrukcje żelbetowe, pełnościenne, posadowione na palach. Most ma 55 m długości i ponad 13 szerokości, jezdnia posiada dwa pasy o szerokości 3 m oraz chodnik o szerokości 2,5 m. Nośność tego mostu wynosi 40 ton. Pod mostem, w ciągu ulicy Nadbrzeżnej, znajduje się przejście dla pieszych. Most został również oświetlony i podświetlony. Uroczystego otwarcia dokonano 15 czerwca 2018, uświetniając to wydarzenie Braniewskim Biegiem Czterech Mostów. Wykonawcą mostu była firma SKANSKA, koszt inwestycji wyniósł 5,5 mln złotych. Wsparcia finansowego udzielił miastu powiat braniewski i wojewoda warmińsko-mazurski.

Most w ciągu ulic Przemysłowej i PCK
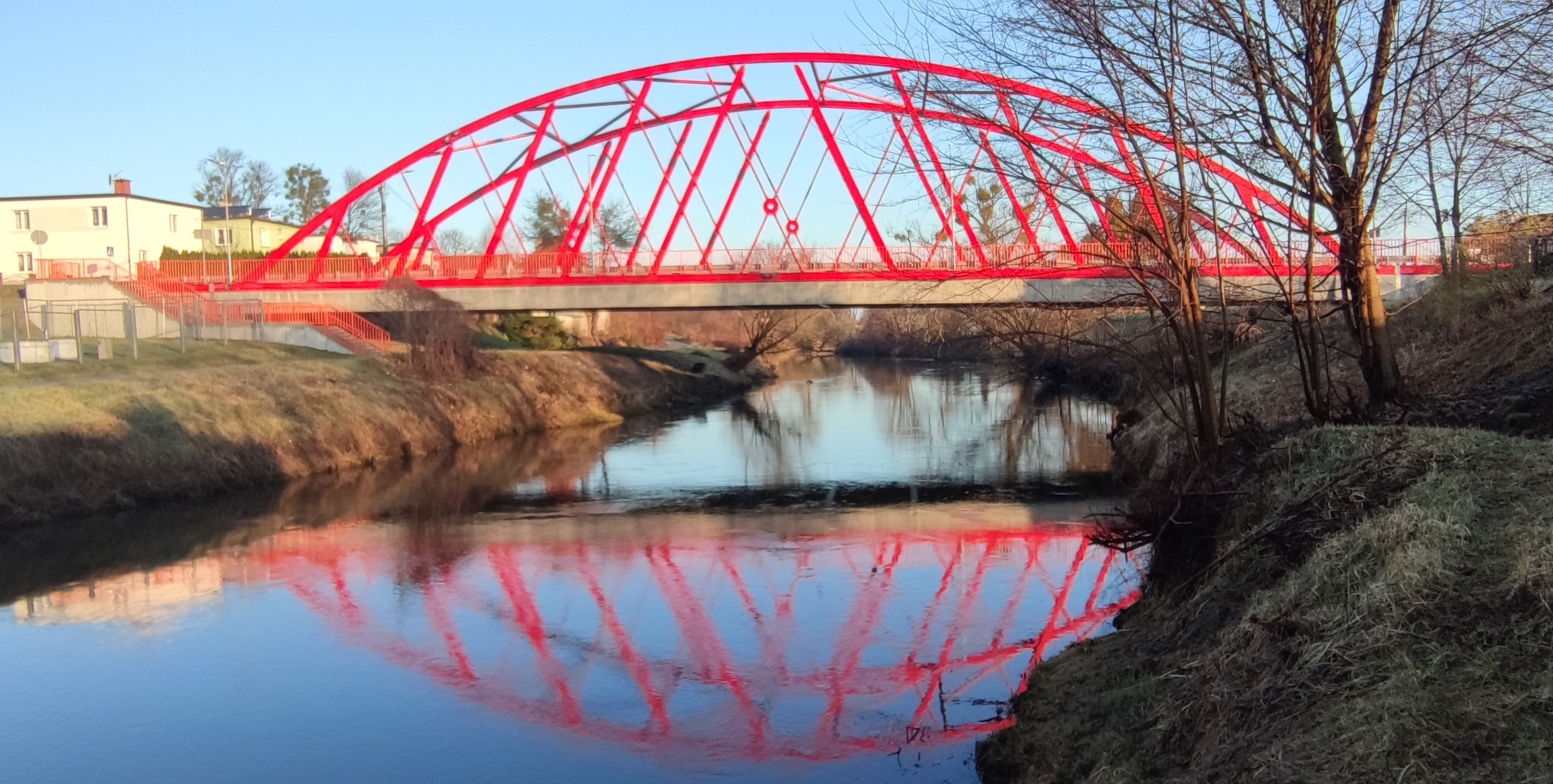
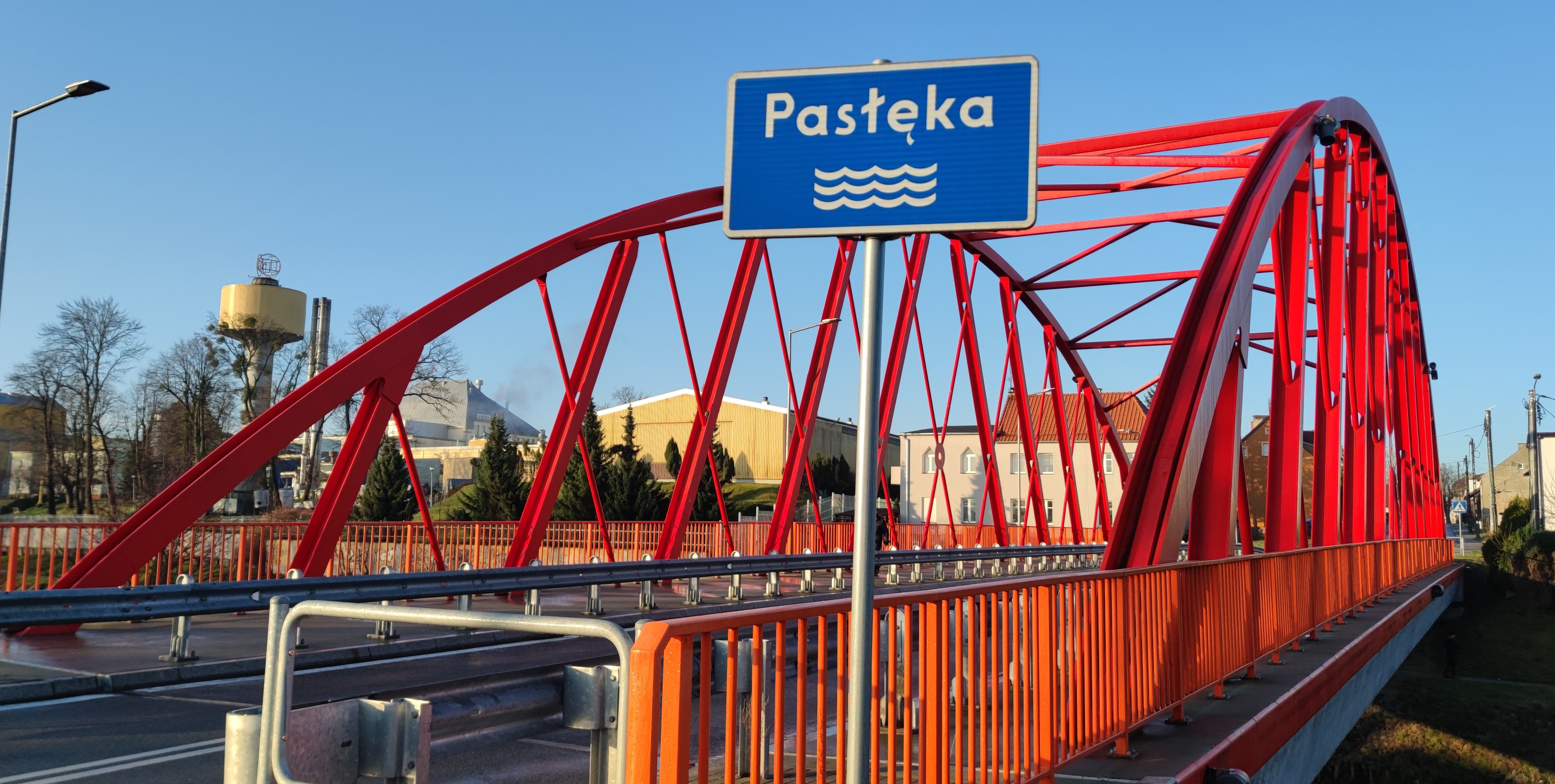
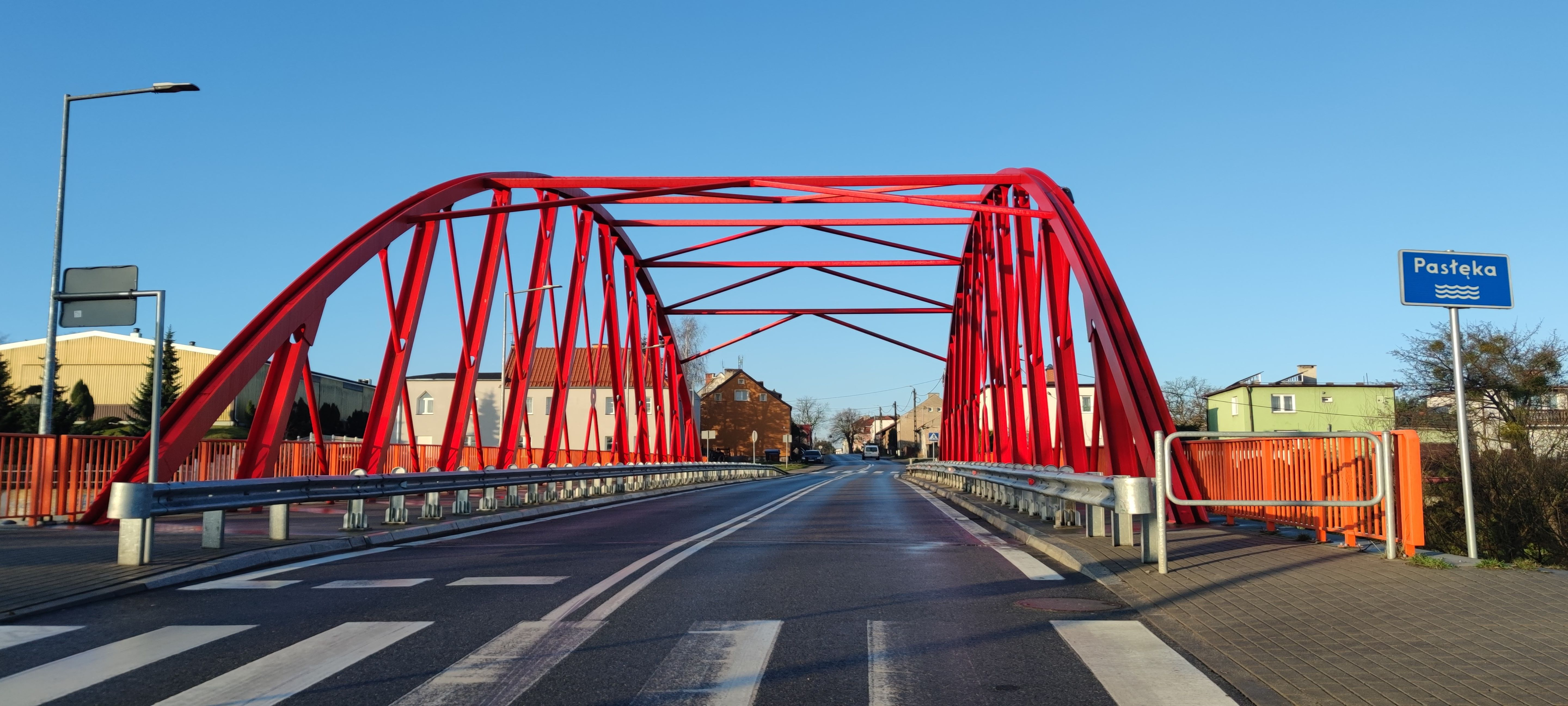
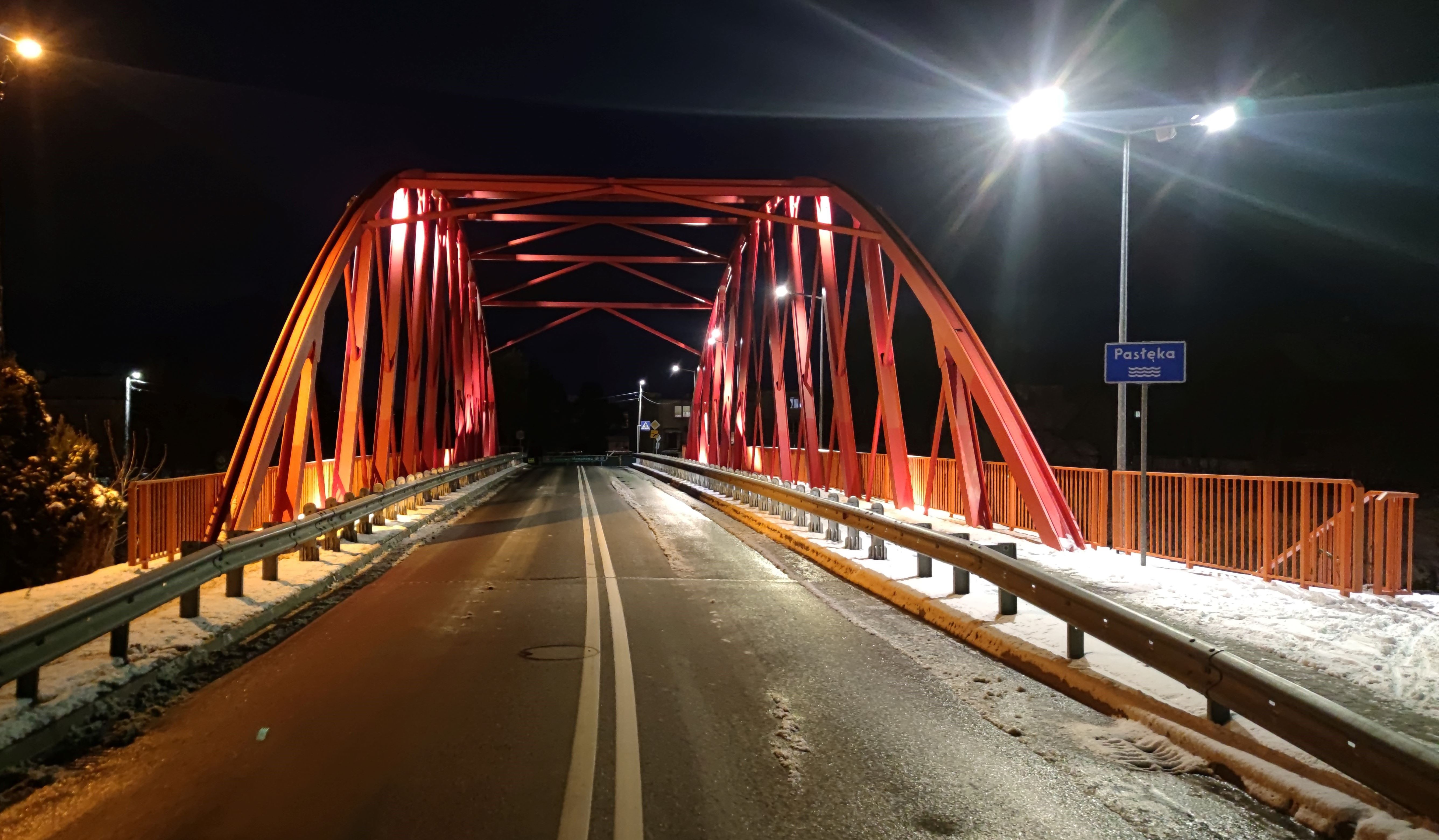
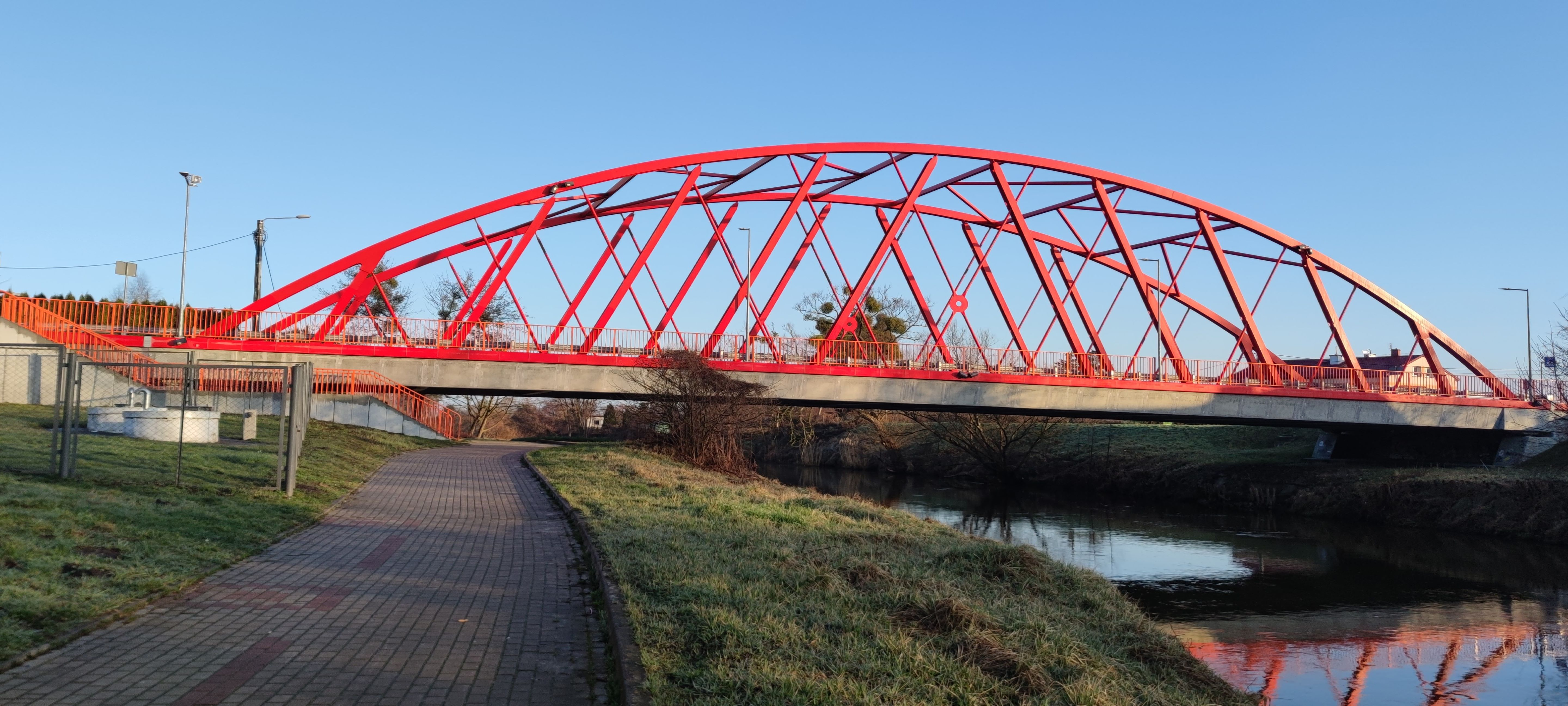
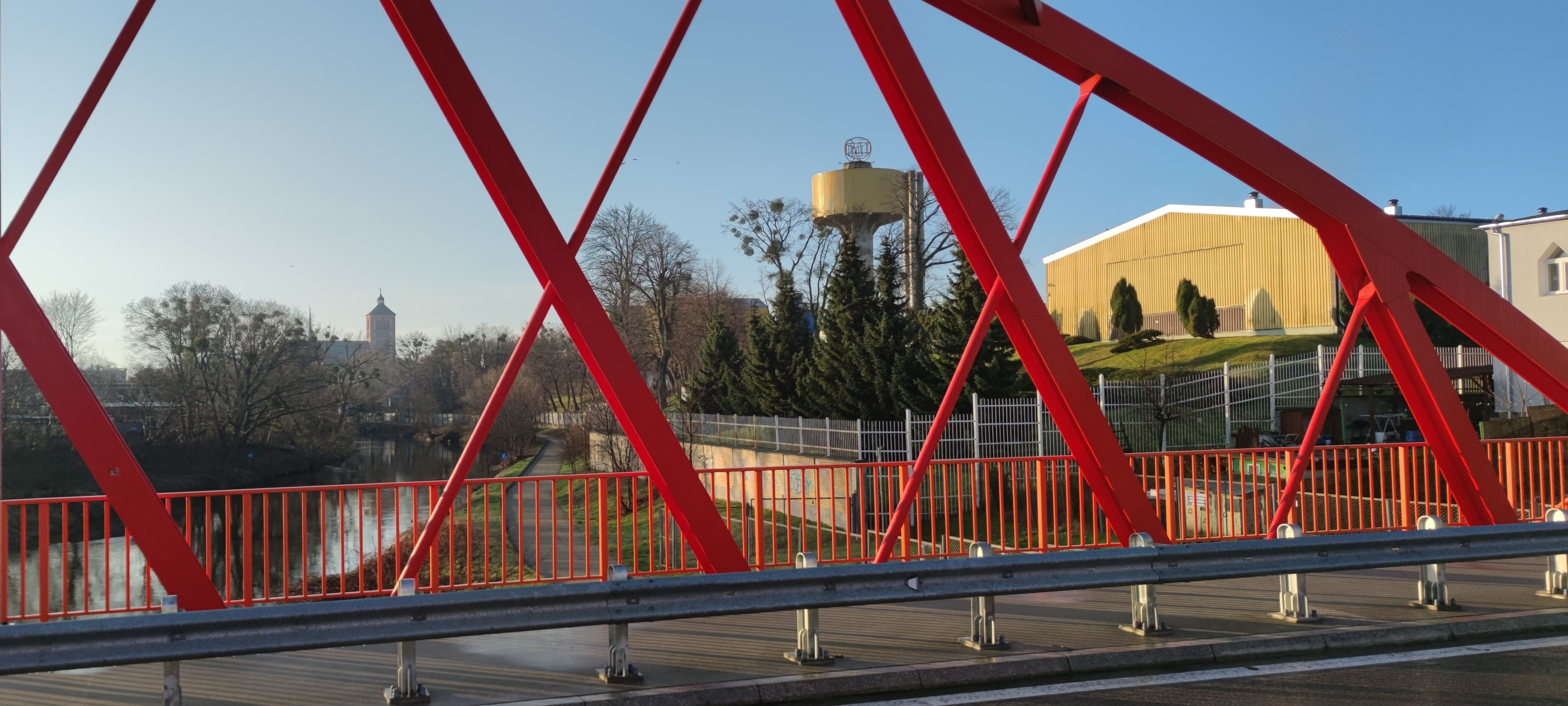

## Kładki powyżej zapory wodnej
Kolejne połączenia obu brzegów miasta stanowiły drewniane kładki, które łączyły oba brzegi miasta od zapory wodnej w górę biegu rzeki – potrzebne zwłaszcza odkąd Nowe Miasto rozrastało się w kierunku wschodnim po wybudowaniu dworca kolejowego. Kładki te były wykonywane z drewna, o niezbyt trwałych konstrukcjach, nie posiadały zabezpieczeń przed krą lodową, często ich charakter był wręcz efemeryczny – instalowane były wiosną, a przed zimą rozbierane, aby kra lodowa nie ściągnęła ich na jaz.
Kładki drewniane były sytuowane w paru lokalizacjach, m.in. w miejscu współczesnej stalowo-żelbetowej kładki łukowej bądź bliżej jazu przy Wielkim Młynie Miejskim na Pasłęce. Wpływ na lokalizację kładek miało m.in. usytuowanie kąpieliska dla mężczyzn i żołnierzy. Podczas korzystania mężczyzn z tego kąpieliska istniał nieformalny zakaz korzystania z kładki przez kobiety, dlatego bliżej jazu na rzece stawiany był niekiedy równolegle drugi mostek, mniejszy i o słabszej konstrukcji – o nazwie Jungfernbrücke lub Jungfernsteg. Po I wojnie światowej stracił on rację bytu, gdyż kobiety i mężczyźni mogli już korzystać z jednego kąpieliska, ponadto w roku 1936 wybudowano basen dla całych rodzin przy ul. Olsztyńskiej.
Ostatni most drewniany ostał się w tej lokalizacji do 2004 roku. Jednak w ostatnich latach funkcjonowania jego stan był katastrofalny. Po okresach wiosennych podtopień podpory były uszkadzane, przez co kładka była czasami wyłączana z użytku. Ostatecznie niestabilna drewniana kładka została rozebrana w 2004 roku i na jej miejscu jeszcze w tym samym roku wzniesiona została stalowo-żelbetonowa konstrukcja łukowa. Cała konstrukcja kładki o długości 37 m, szerokości 3,7 m i wadze 55 ton oparta została tylko na przyczółkach, już bez przypór w rzece. Kładka ta została dopuszczona tylko do ruchu pieszego i rowerowego, jednak w sytuacjach kryzysowych może służyć pojazdom mechanicznym, np. ratującym życie, gdyż jej konstrukcja umożliwia pojazdem o masie do 2 ton. Koszt nowej konstrukcji wyniósł 475 tys. złotych.
Od 2015 przez tę kładkę prowadzi szlak rowerowy Green Velo. 10 lutego 2022 roku konstrukcja ta otrzymała oświetlenie – wraz z całym ciągiem pieszo-rowerowym od ul. Kościuszki do ul. Botanicznej.

Kładki drewniane powyżej jazu na Pasłęce
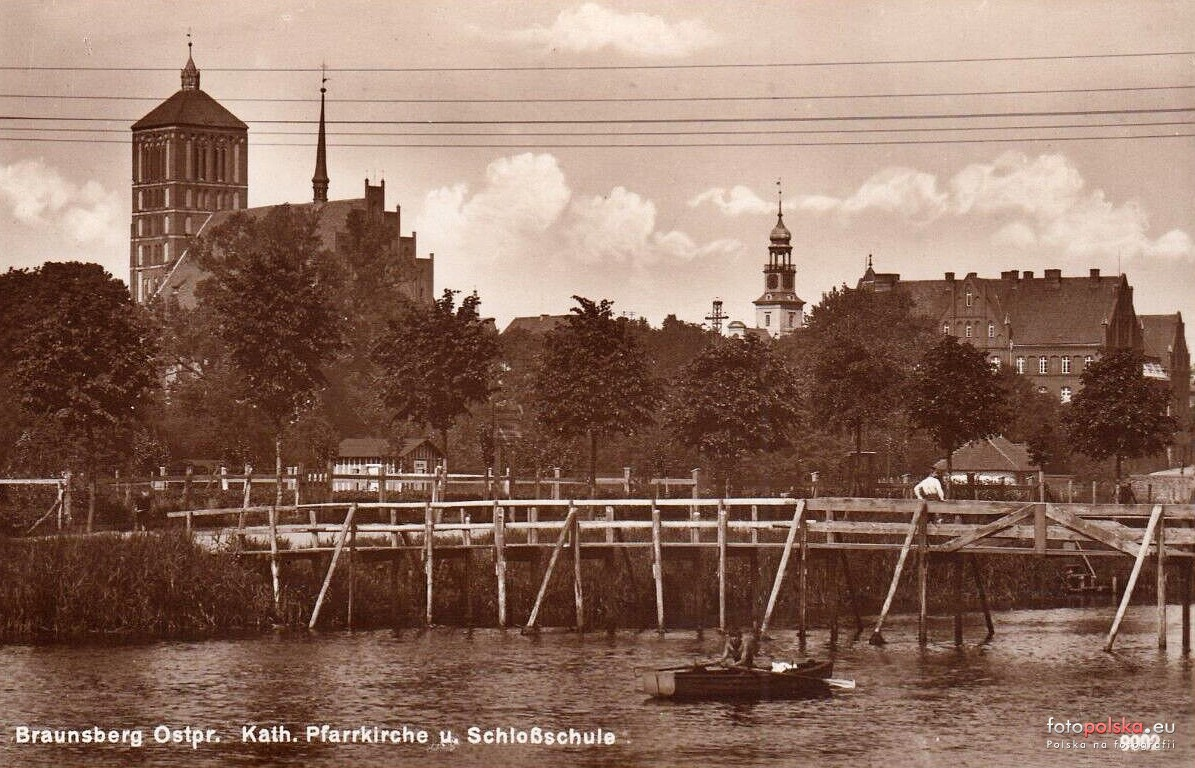
Kładka przy tamie, lata 20.
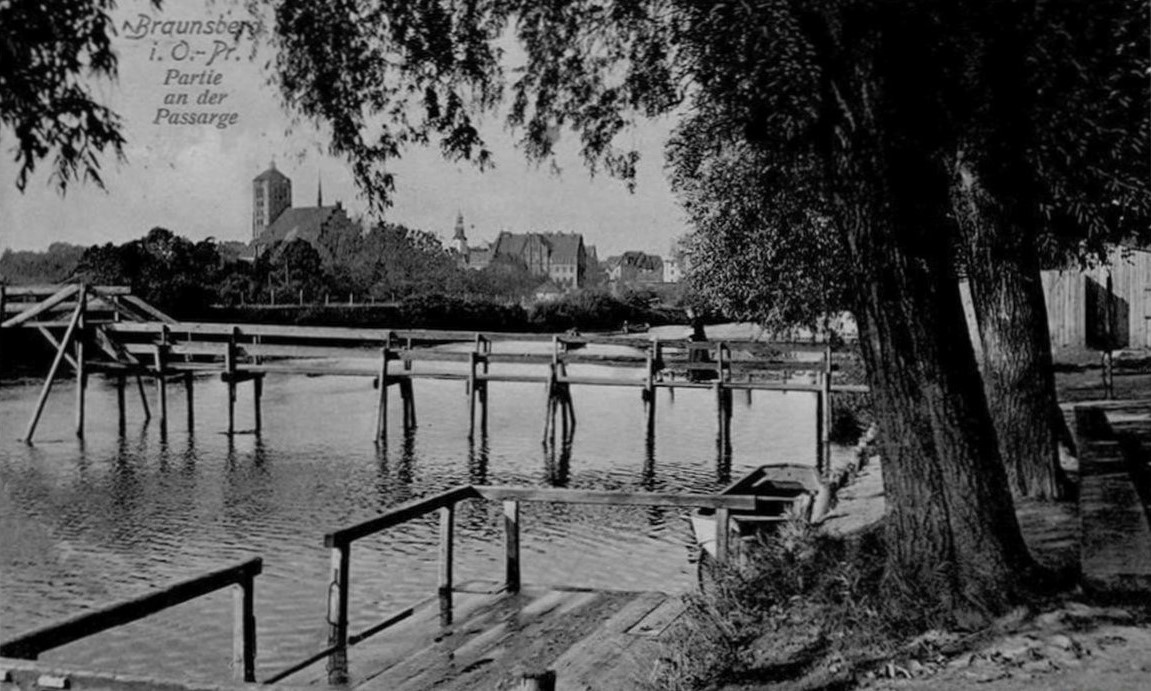
Kładka, lata 20.–30.
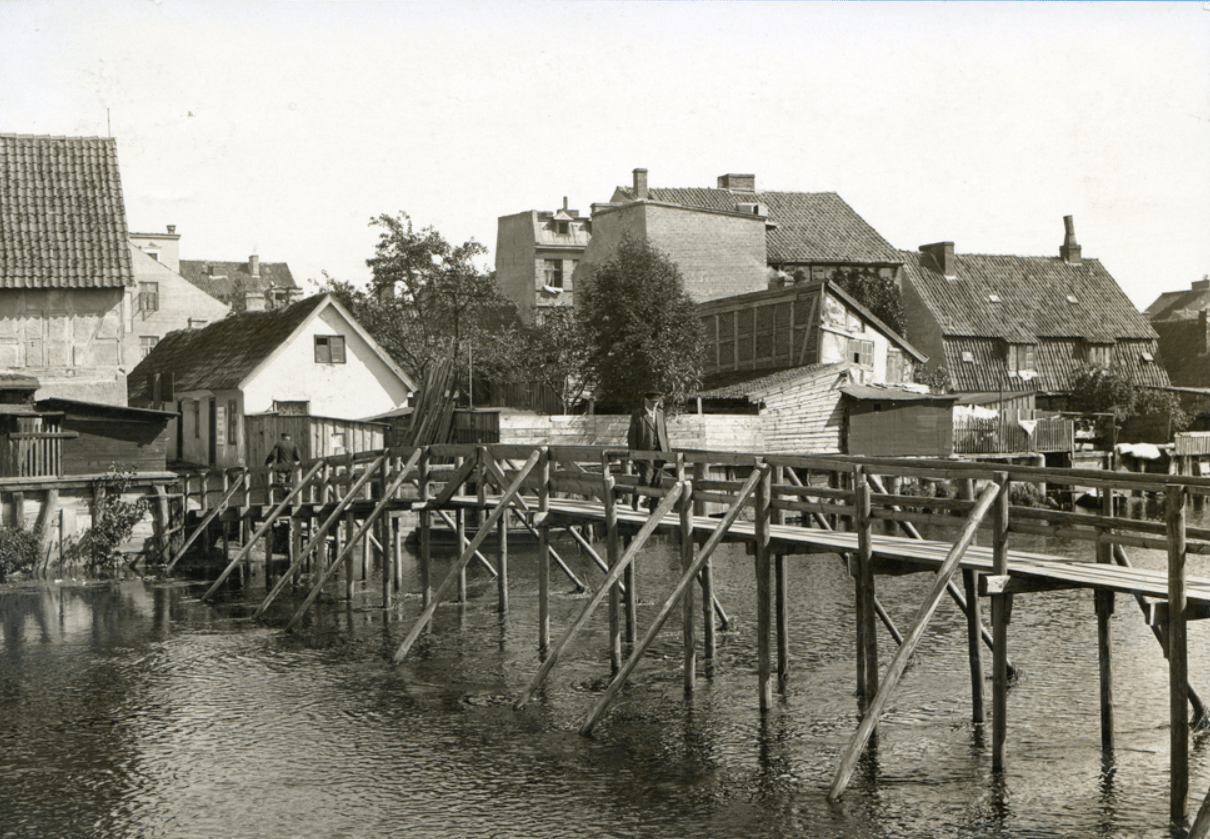
Kładka w 1934
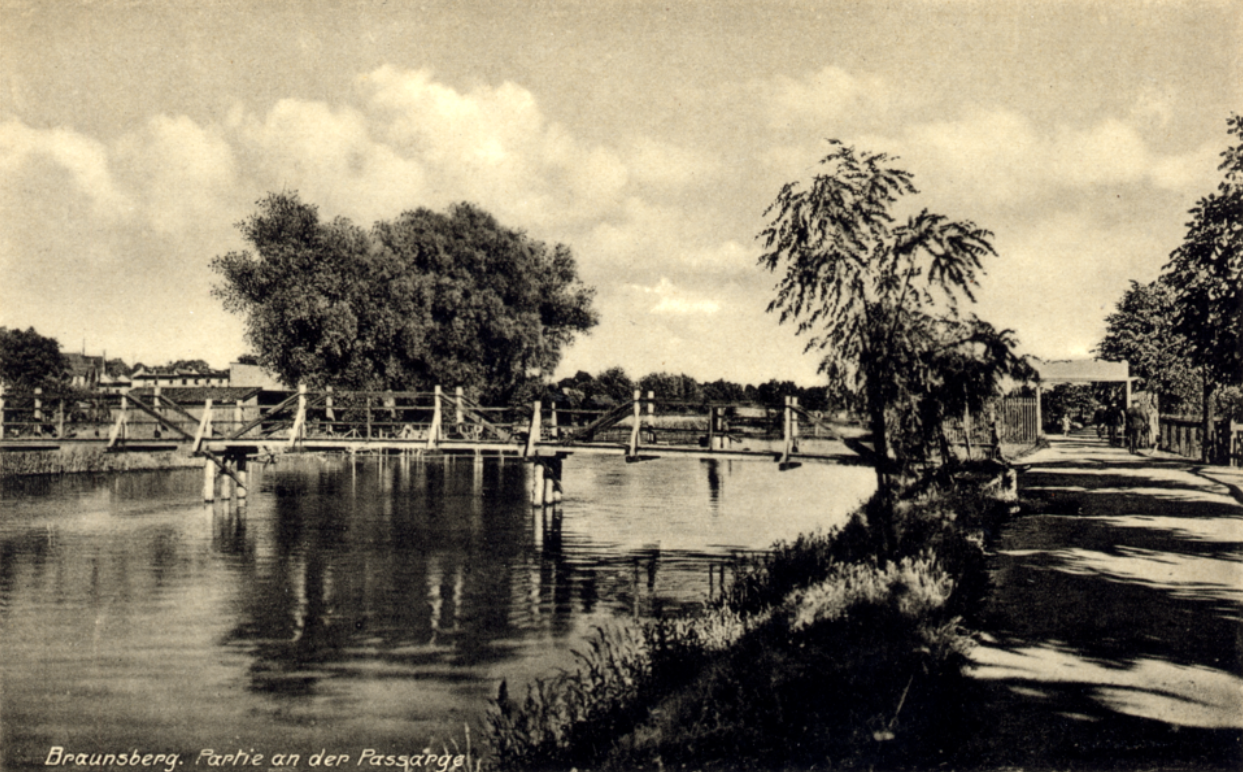
Rok 1938, kładka w miejscu obecnej
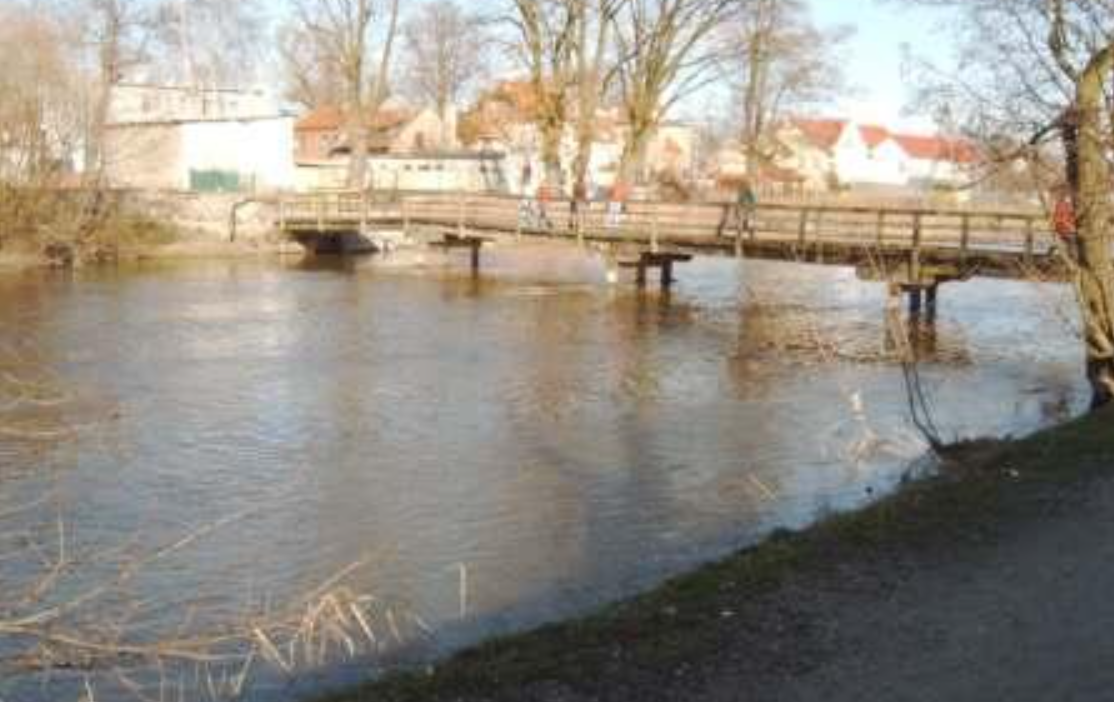
Rok 2004, kładka drewnina

Konstrukcja łukowa ustawiona w 2004 roku
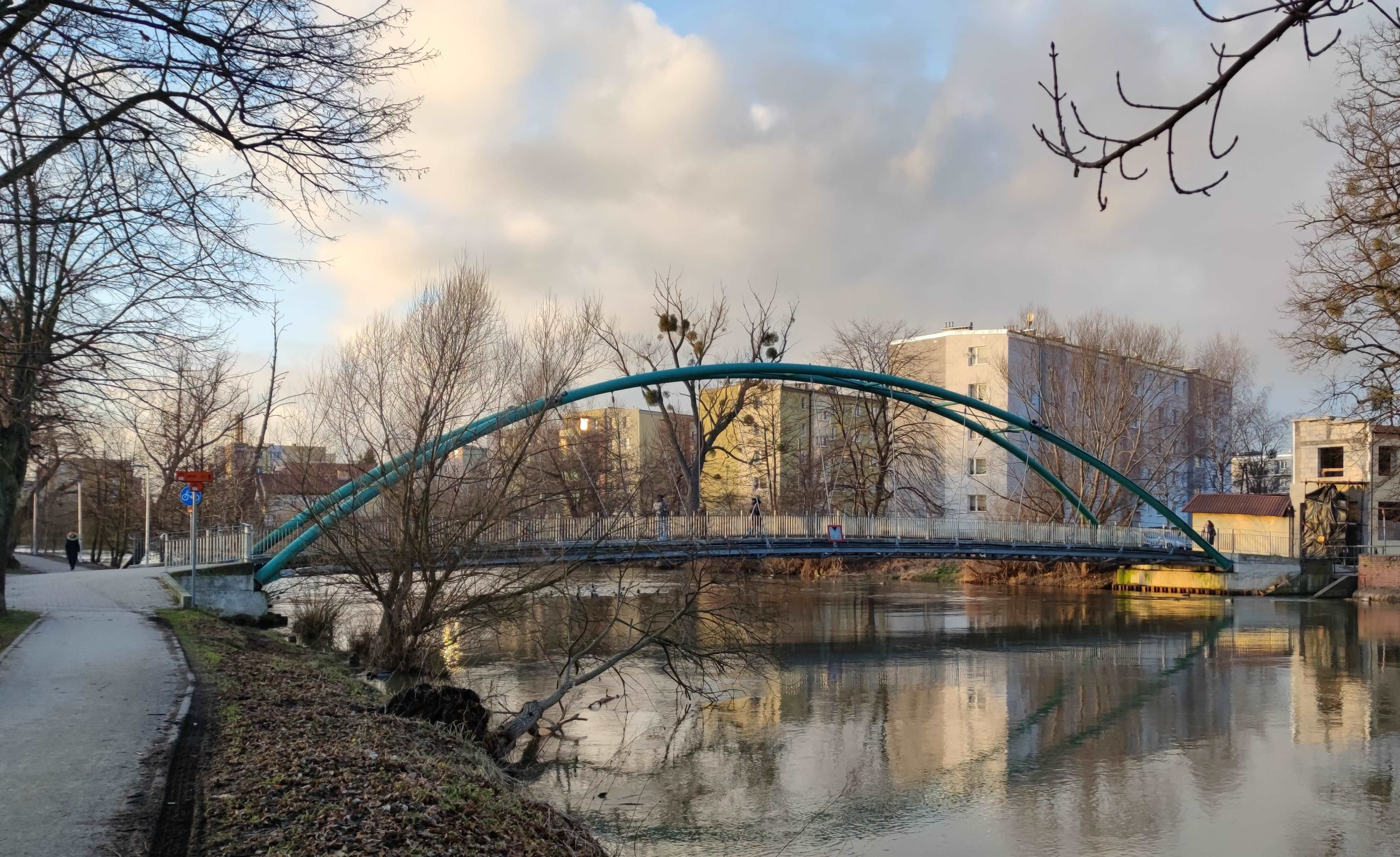
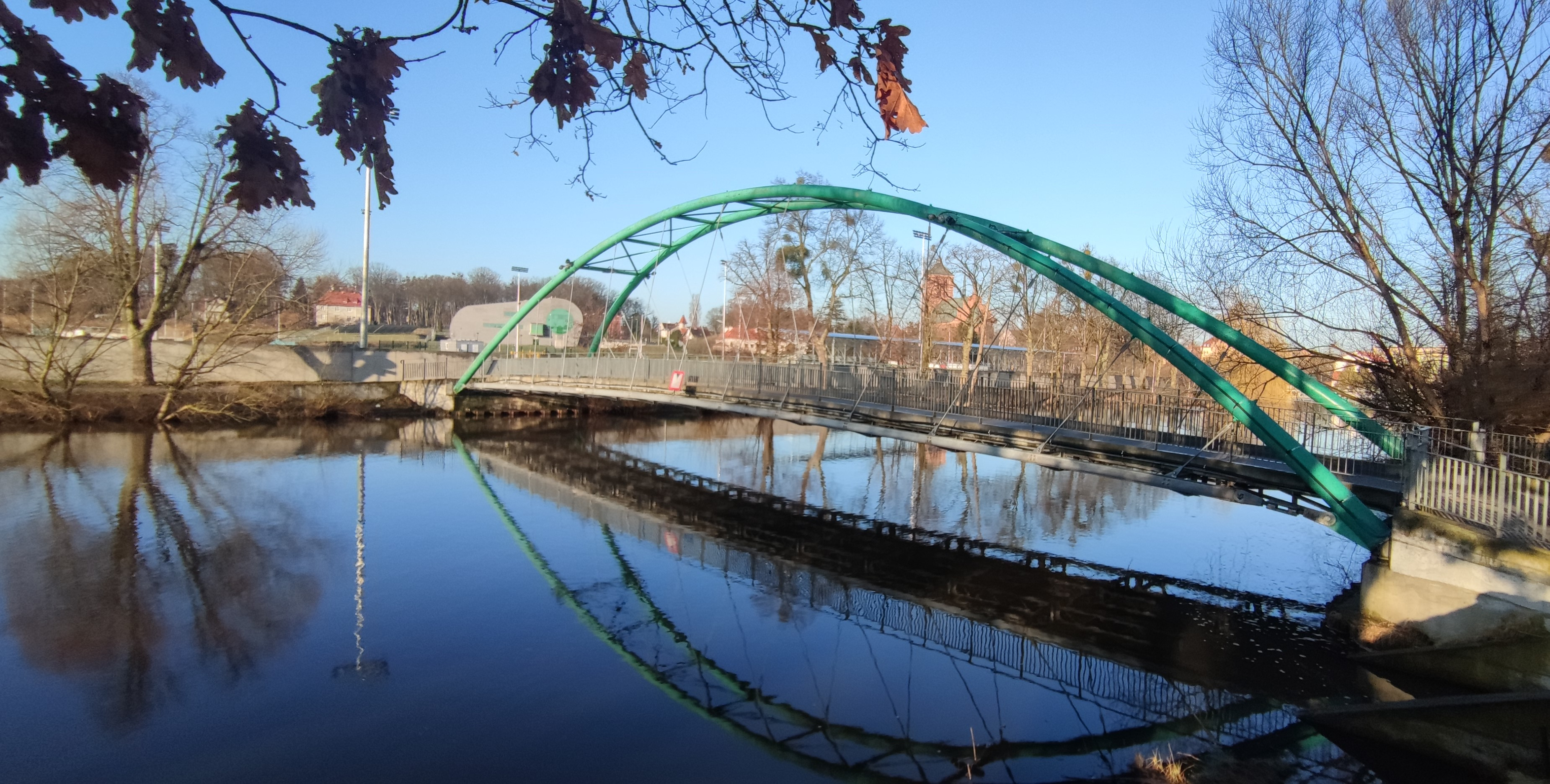
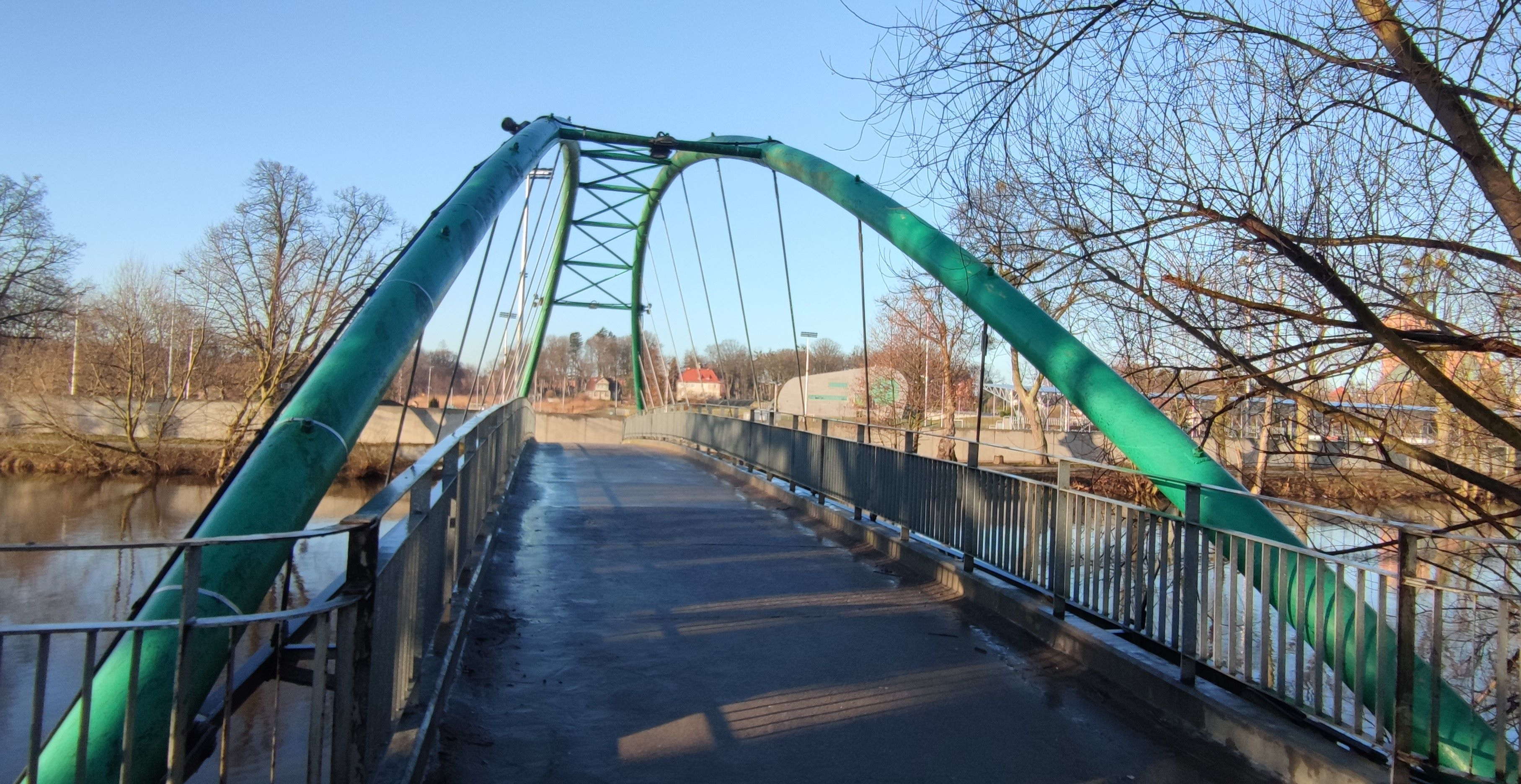
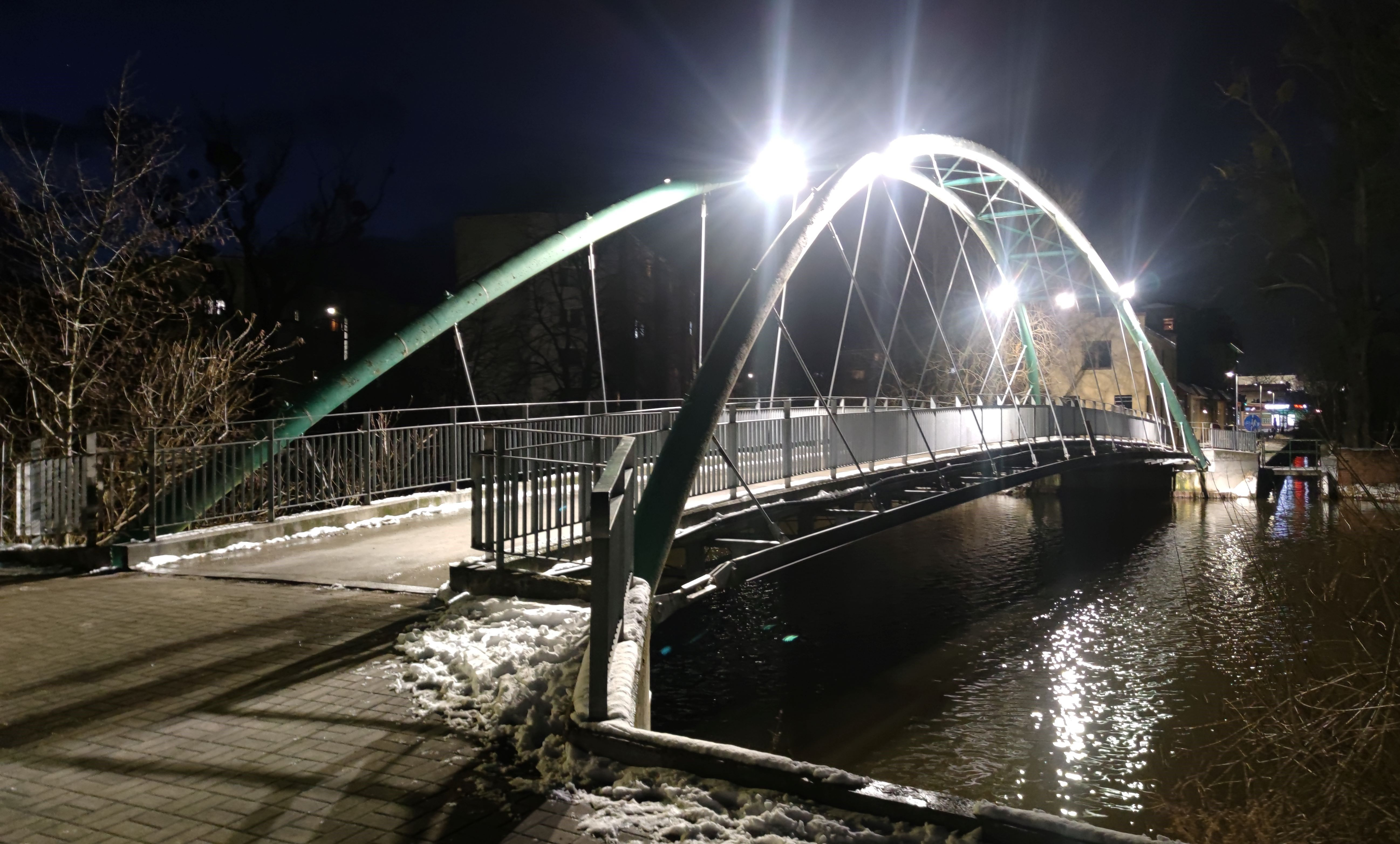
Most z podświetleniem od 2022 roku

## Kładka przy targowisku miejskim (1994)
Jest to kładka oparta na szkielecie stalowym o nawierzchni drewnianej, zadaszona, łącząca targowisko miejskie z ul. Portową.
W latach 1991–1992 na plac Piłsudskiego przy rzece Pasłęce zostało przeniesione z ul. Kościuszki miejskie targowisko w Braniewie. Uświadomiło to pilną potrzebę łącznika między oboma brzegami Pasłęki w tym miejscu. Kładka przez rzekę została wybudowana w 1993 roku. Koszt jej budowy wyniósł ponad 1 miliard ówczesnych polskich złotych (wg innego źródła 260 tys., czyli 2,6 mld). Wykonawcą była firma Stalbud. Jej oficjalne oddanie do użytku nastąpiło w styczniu 1994 roku. Dopuszczony jest na niej ruch pieszy, rowerowy oraz pojazdów uprzywilejowanych, o czym informują znaki drogowe (na zdjęciu). Kładka ta uzupełniła lukę w dolnym biegu Pasłęki w mieście, stanowiąc po części zamiennik rozebranego po wojnie mostu kotlarskiego.

Kładka łącząca targowisko miejskie z ul. Portową
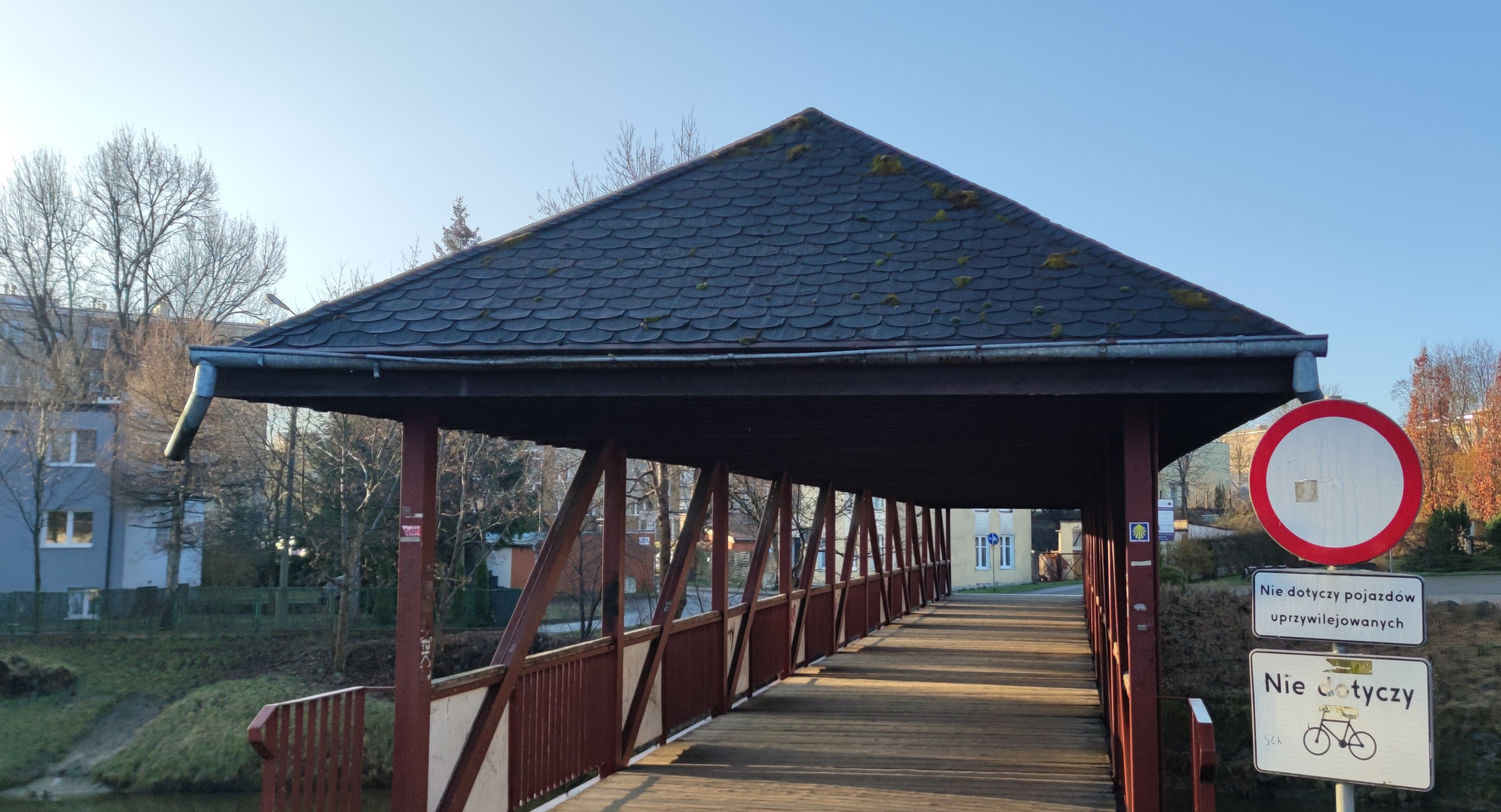
Kładka z oznakowaniem
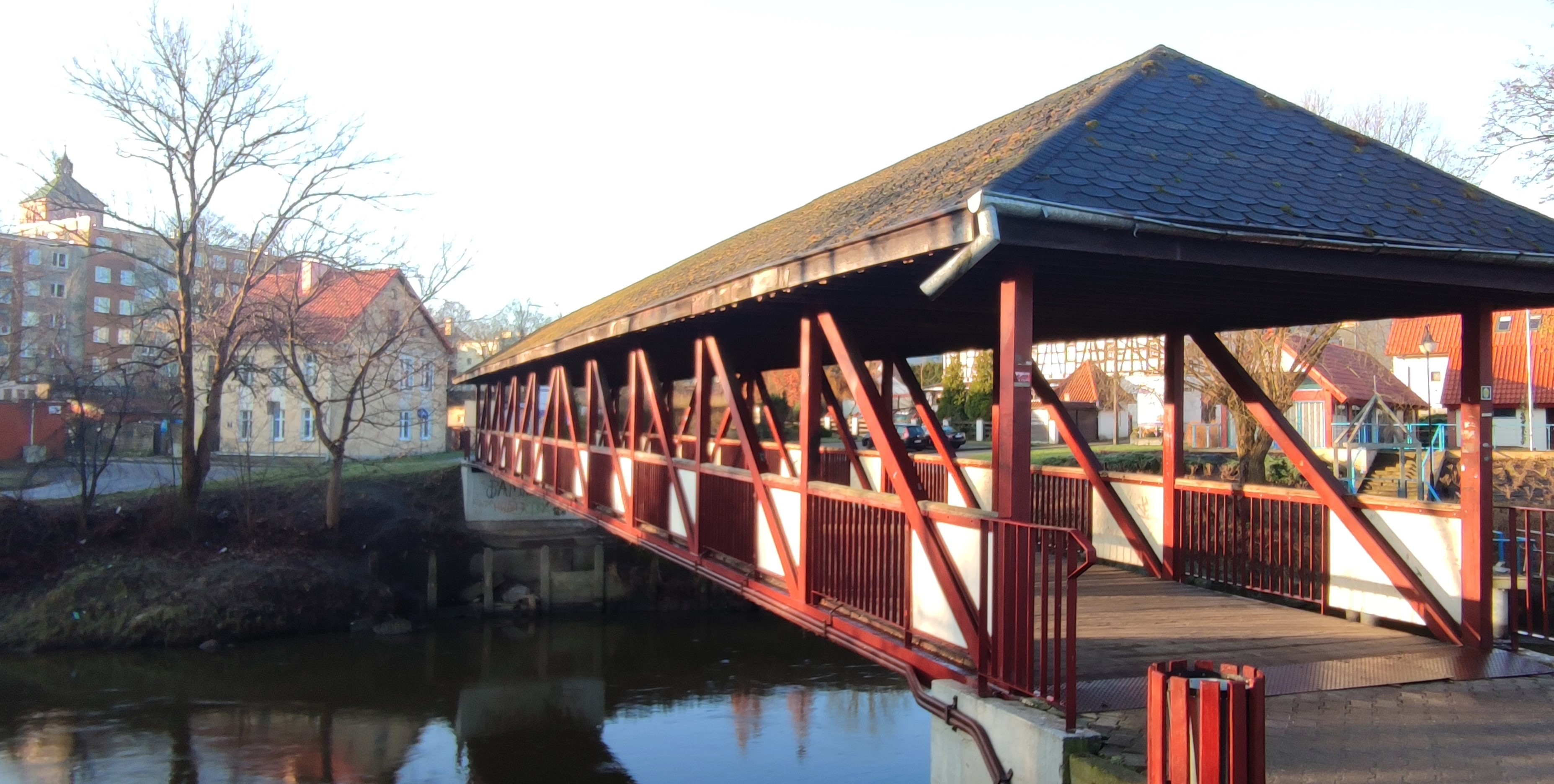
Widok w stronę Starego Miasta
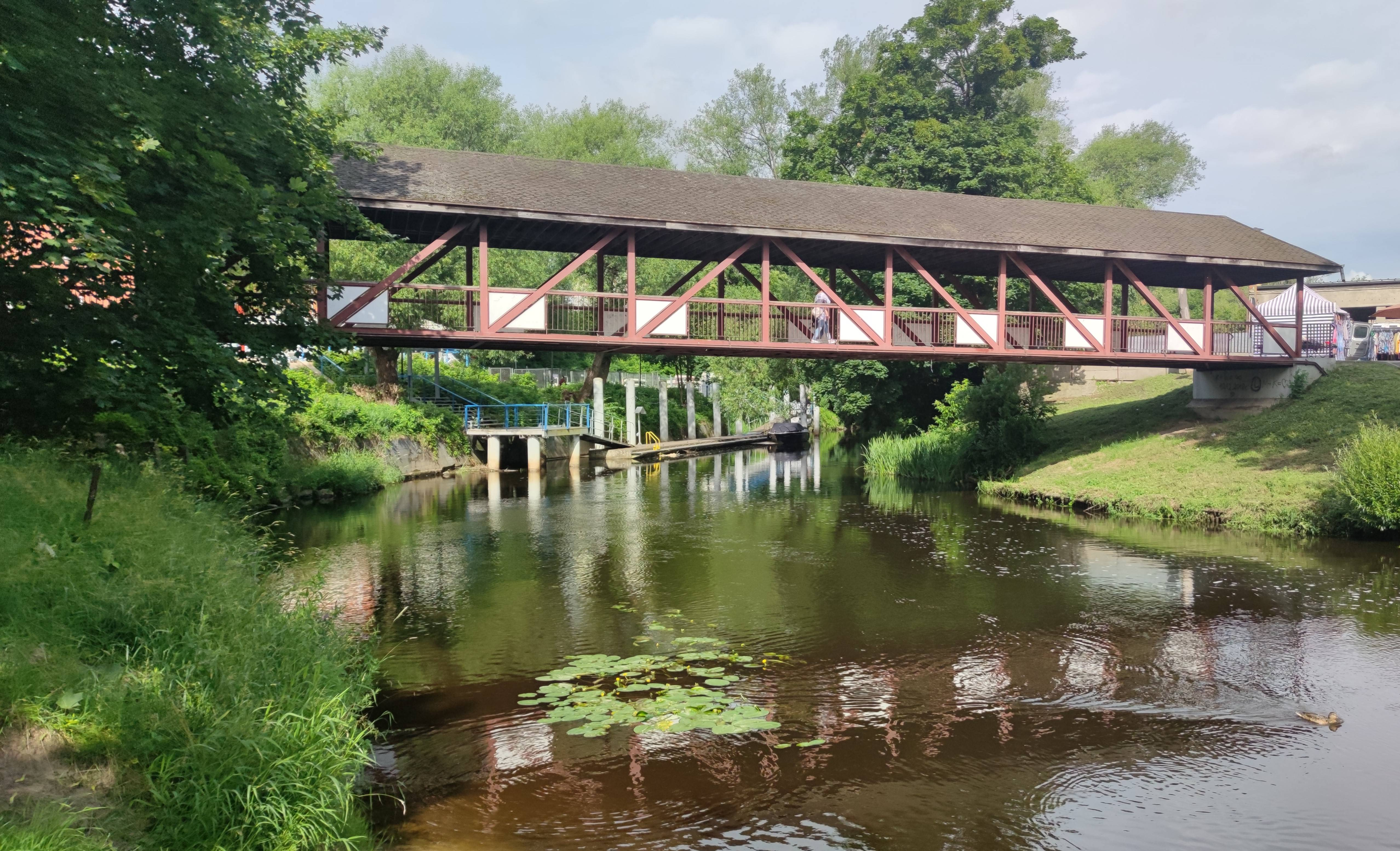
Za kładką widoczna marina żeglarska

## Przepusty
Oprócz mostów przez rzekę Pasłękę na terenie Braniewa znajdują się też liczne przepusty na mniejszych ciekach wodnych – główne z nich to: struga Lipówka oraz Czerwony Rów.

Inne mosty i przepusty
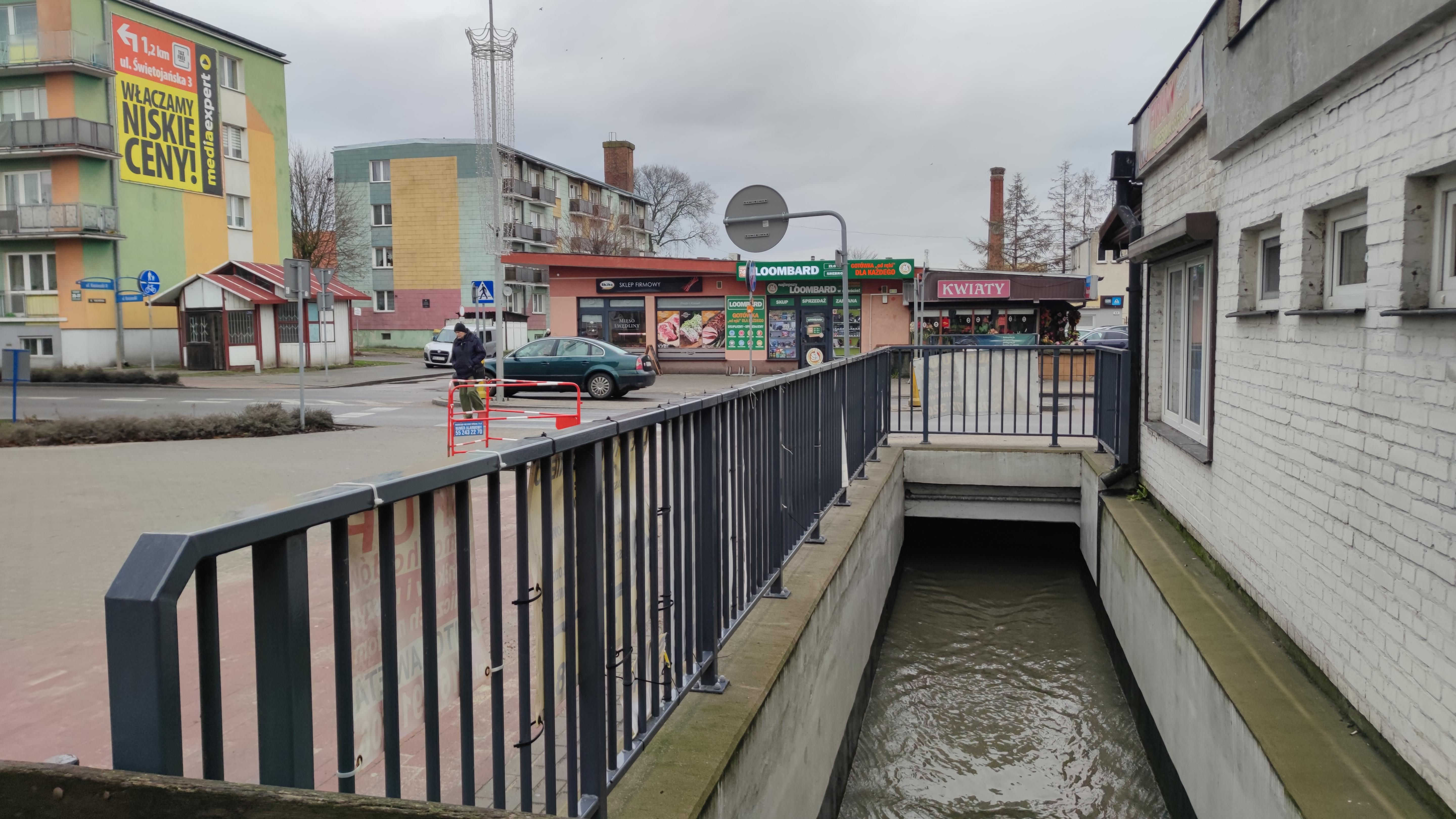
Lipówka pod Kościuszki
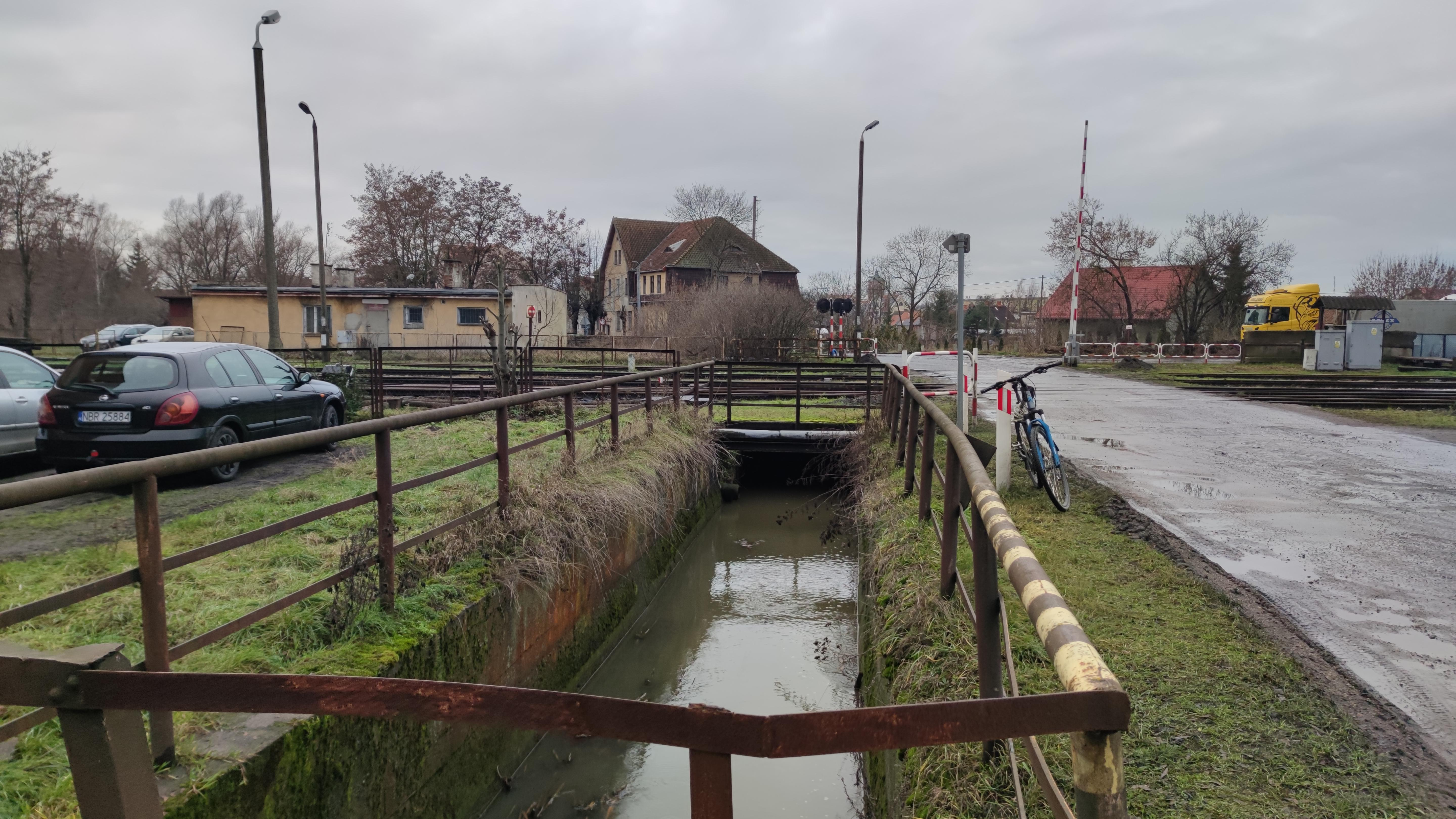
Lipówka pod torami
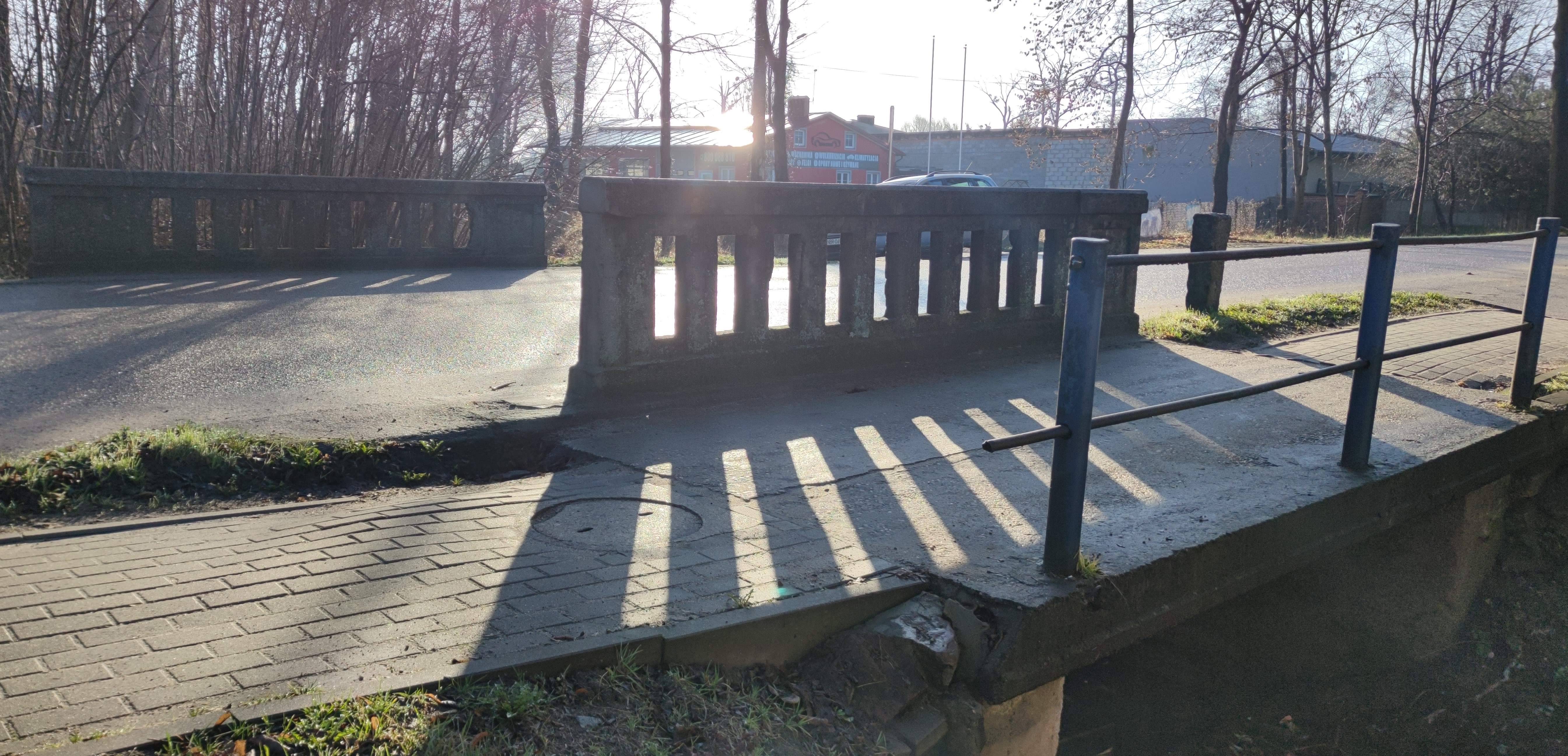
ul. Olsztyńska
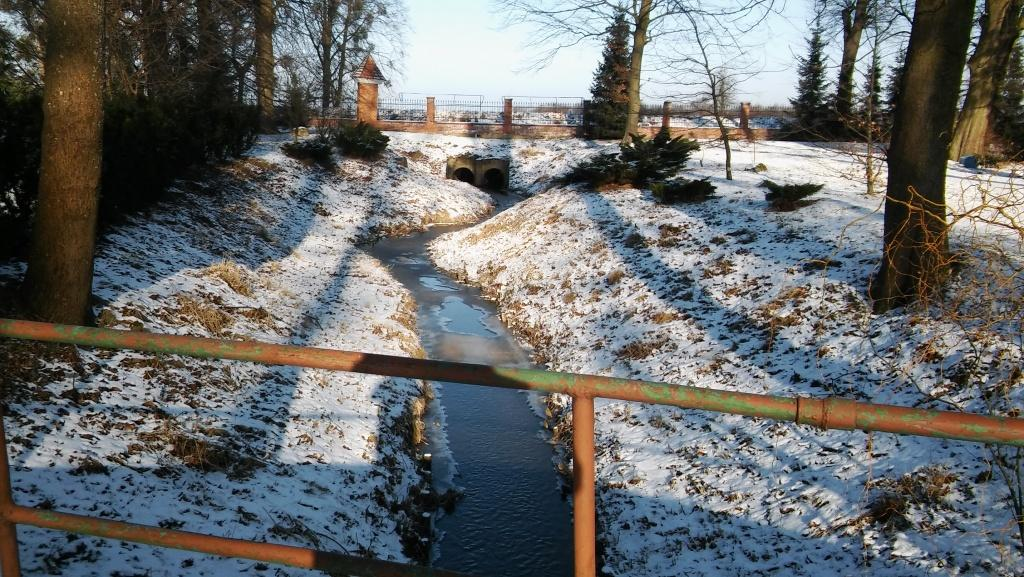
Przepust na Czerwonym Rowie przy klasztorze

## Kładka nad linią kolei nadzalewowej
W 1992 została oddana do użytku kładka dla pieszych – konstrukcja stalowa nad linią kolei nadzalewowej (linia kolejowa nr 254), łącząca Osiedle Wojskowe z ulicą Moniuszki (ul. Chopina w Braniewie została utworzona dopiero w roku 2017).
Mieszkańcy osiedla dotychczas często przekraczali linię kolejową przez torowisko, ponieważ najbliższy przejazd strzeżony znajdował się przy ul. Stefczyka i wiązał się z nadkładaniem drogi (strzeżony, tzn. wyposażony w rogatki, był ten przejazd do listopada 2001, następnie już jako przejazd niestrzeżony). Ponadto w 1989 obiekty koszar wojskowych przy ul. Moniuszki zostały przekazane miastu, która utworzyła w tych budynkach między innymi placówkę oświatową – Szkołę Podstawową nr 5. Przekraczanie torowiska przez uczniów śpieszących się na lekcje zmobilizowało władze miasta do znalezienia funduszy, aby stworzyć tu bezpieczne przejście. Po trzech latach, w 1992, udało się sfinalizować ten projekt. Kładka piesza – której koszt wyniósł 185 tys. złotych – umożliwia od tej pory bezpieczne przechodzenie pieszym nad torami, kładka posiada także najazdy do przeprowadzania wózków lub rowerów.

Kładka dla pieszych nad torami linii kolejowej nr 254
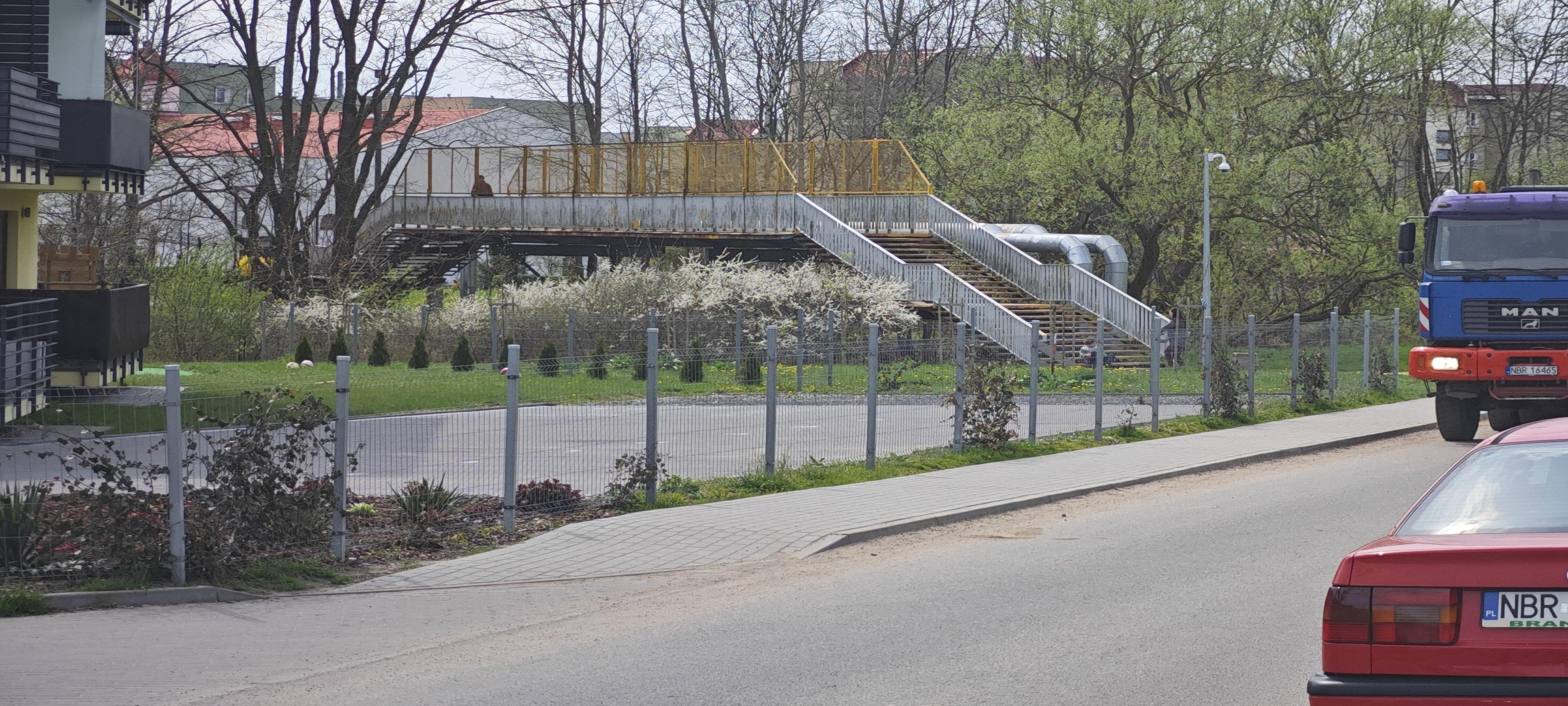
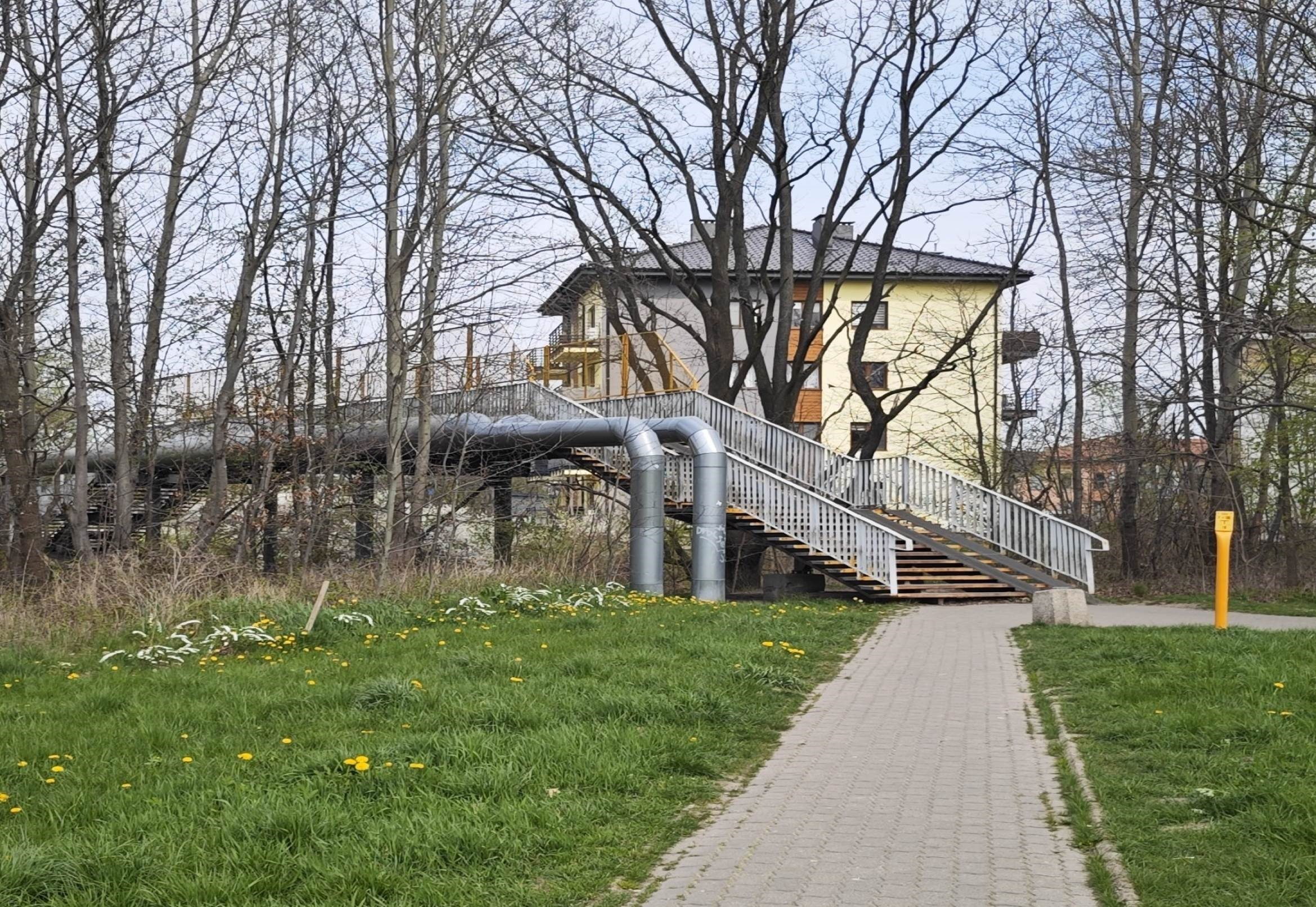
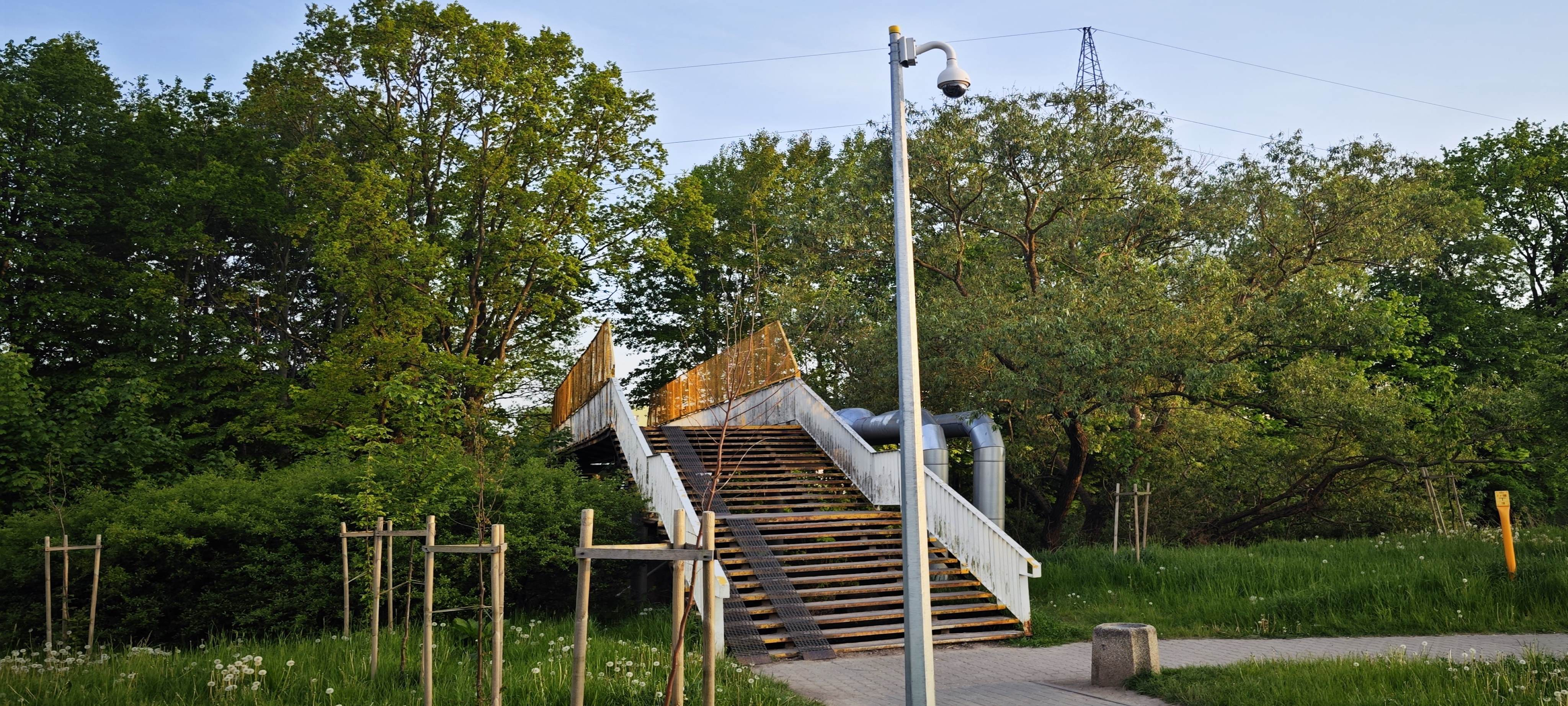
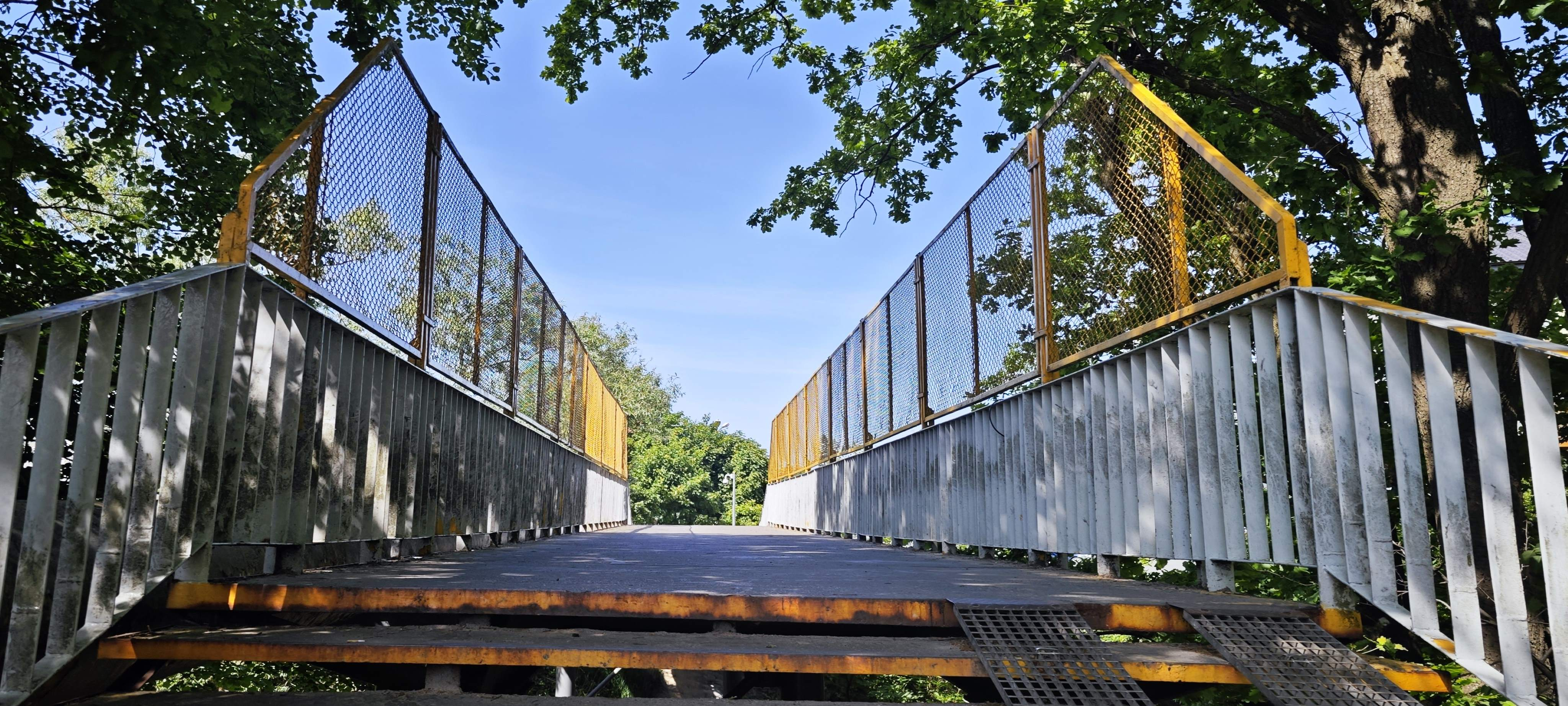